# 장미창

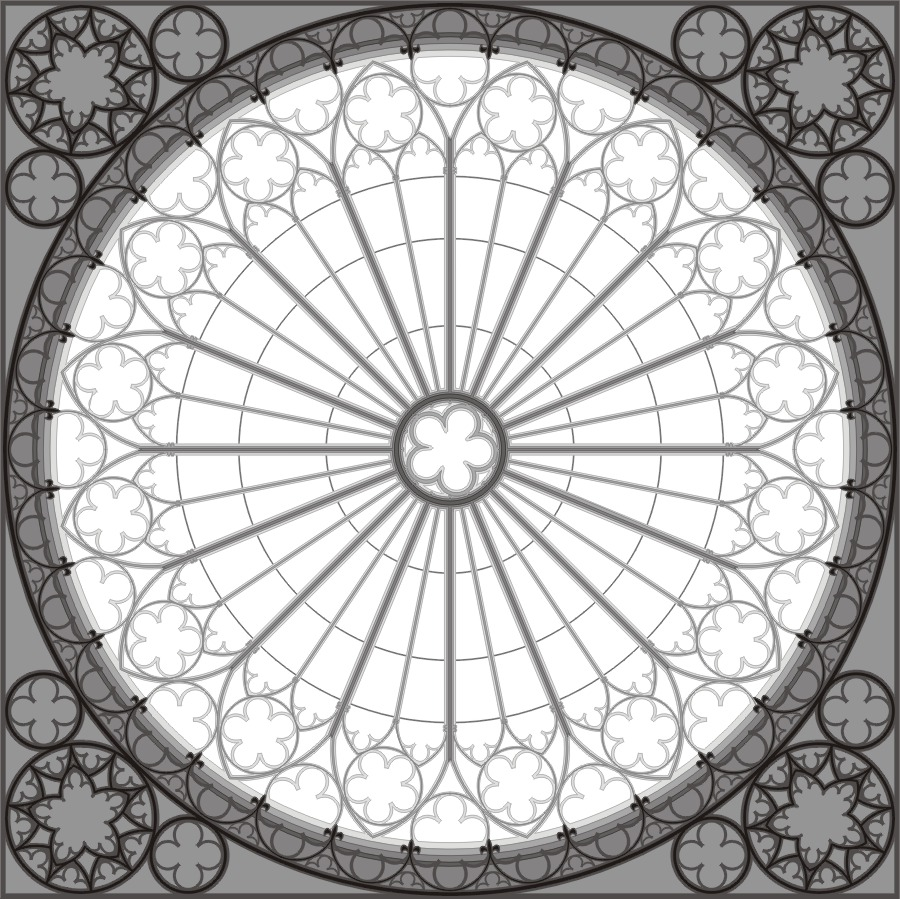
프랑스 스트라스부르 대성당의 장미 창 건축 도안

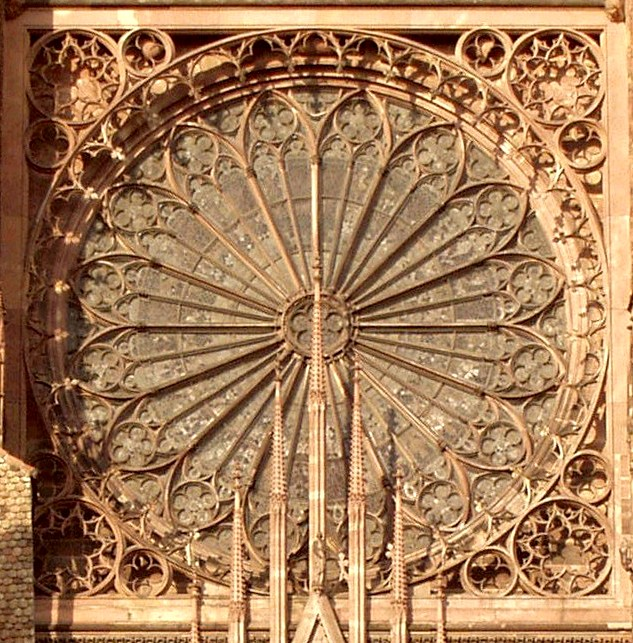
스트라스부르 대성당의 장미 창 외경

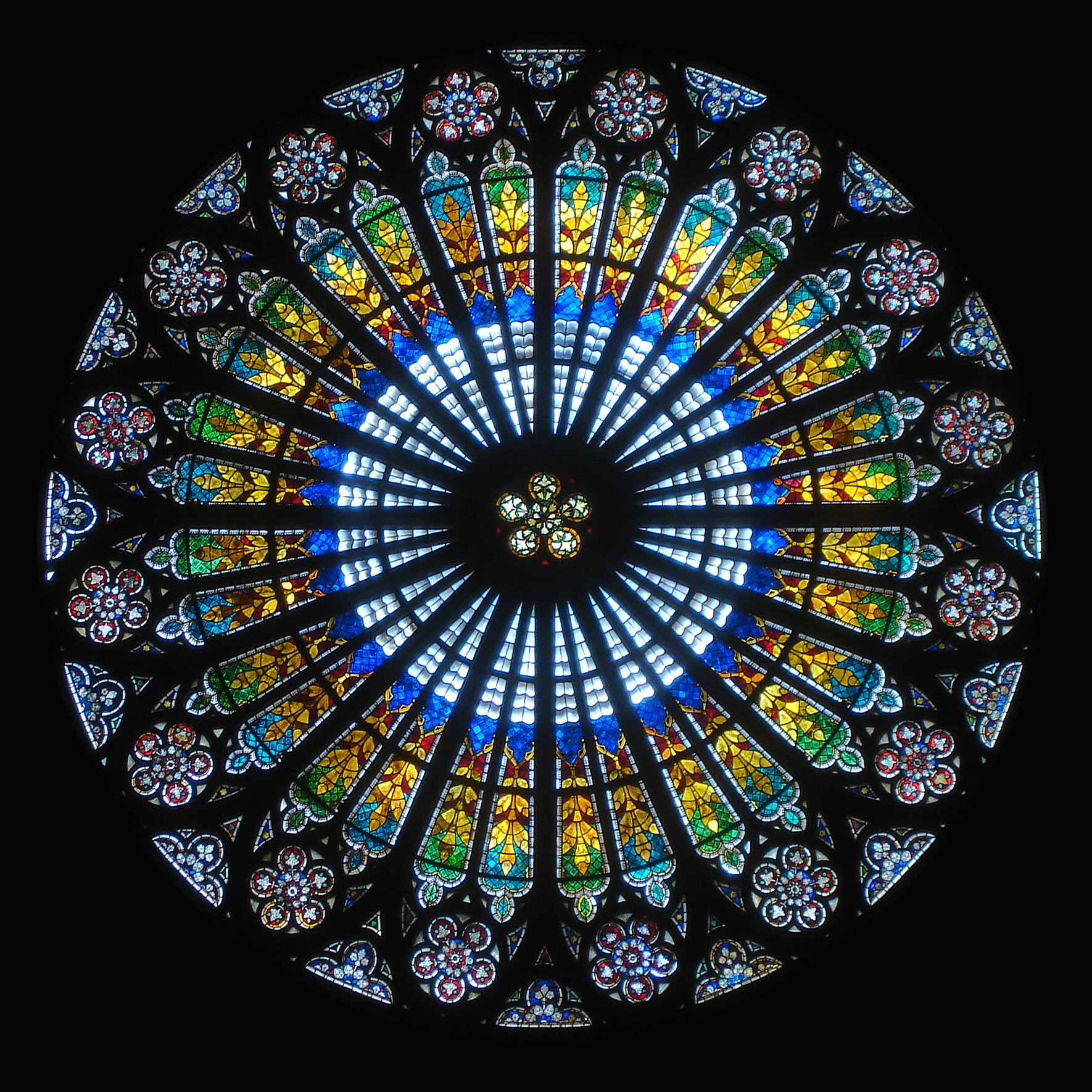
스트라스부르스 대성당의 실내에서 보는 장미 창

장미 창(rose window) 또는 장미꽃 무늬 창(또는 캐서린 창)은 원형 창에 적용되는 총칭적인 용어로 자주 사용되지만, 특히 고딕 건축 양식의 교회들의 건축물에 사용되고 중간 문설주와 트레이서리의 조각들로 세분화 된다. 트레이서리는 원래 창틀 위쪽을 장식한 것에 기원한 것인데 성부, 성자, 성령 3위 일체를 상징하던 클로버 모양에서 진화하여 여러 가지 양식의 장미 창 모양으로 파생되었다. "장미 창"의 이름은 17세기 전에는 사용되지 않았고 옥스포드 영어 사전에 따르면, 다른 유력설들 가운데 영어 꽃말 rose에서 유래 했다고 한다.
용어 "둥근 창"은 가운데 보스에서부터 퍼지거나 개폐되는 간결한 창살에 의해 구분되는 창문에 적용된다. 반면에 "장미 창"은 때때로 다중-화판 장미꽃을 맺은 것과 흡사하게 보일 수 있는, 고도의 복합적인 설계에 의한 창으로 둥근 창과 달리 분류된다. 이탈리아의 많은 교회들에서 발견되는 트레이서리가 없는 원형 창은 오률러 창 또는 오큘러스로 간주된다.
장미 창들은 특히 고딕 건축의 특성을 띄며 프랑스 북부의 주요 고딕 양식의 성당들에서 관측되고 있다. 장미 창은 오래전 중세 시대 전체에 걸쳐 다양한 형태를 띈 것 같고, 19세기부터 고딕 복고양식으로 전 세계 기독교 교회들에 그 모습을 드러냈다.

## 역사

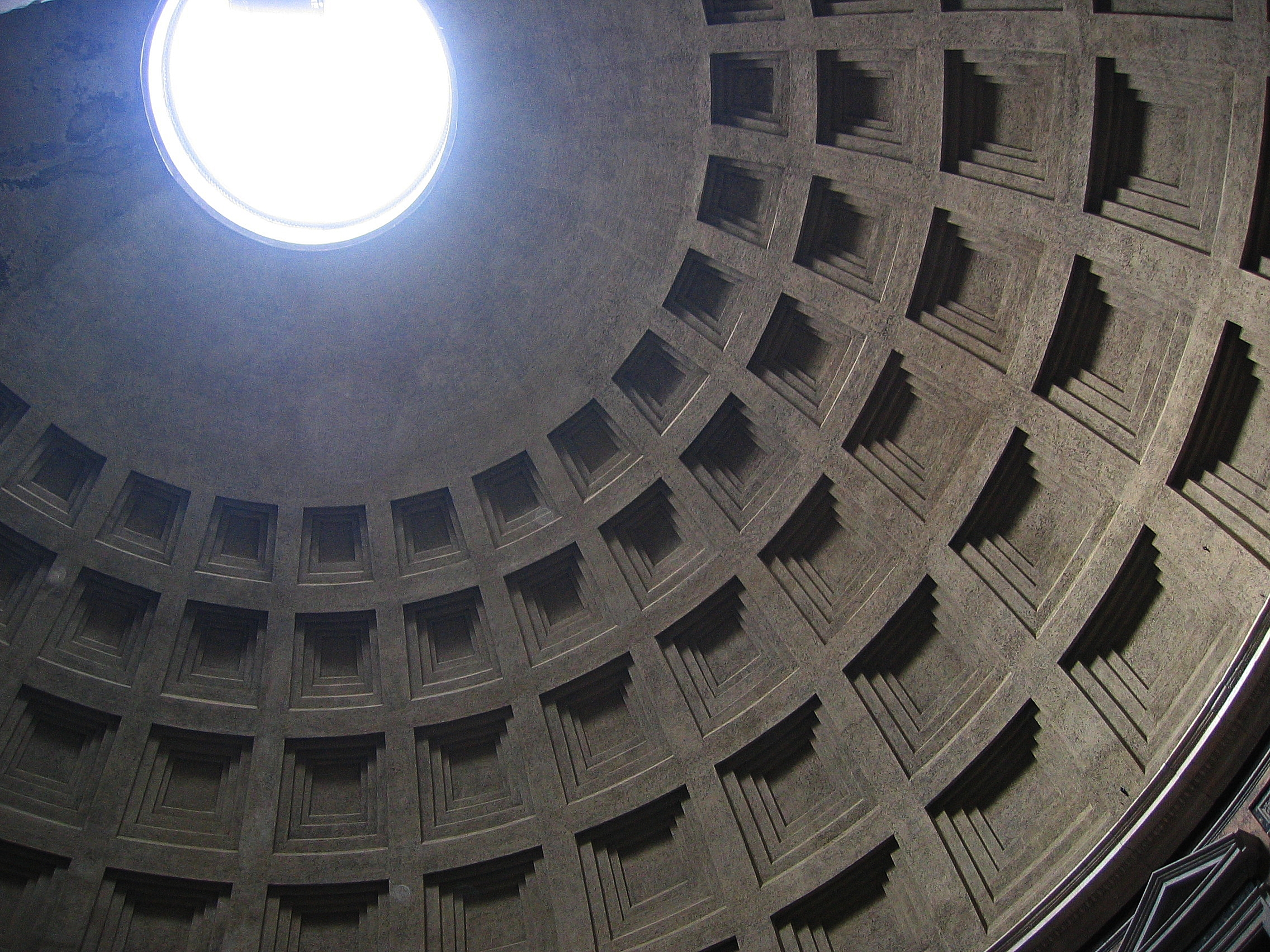
로마, 판테온의 오큘러스

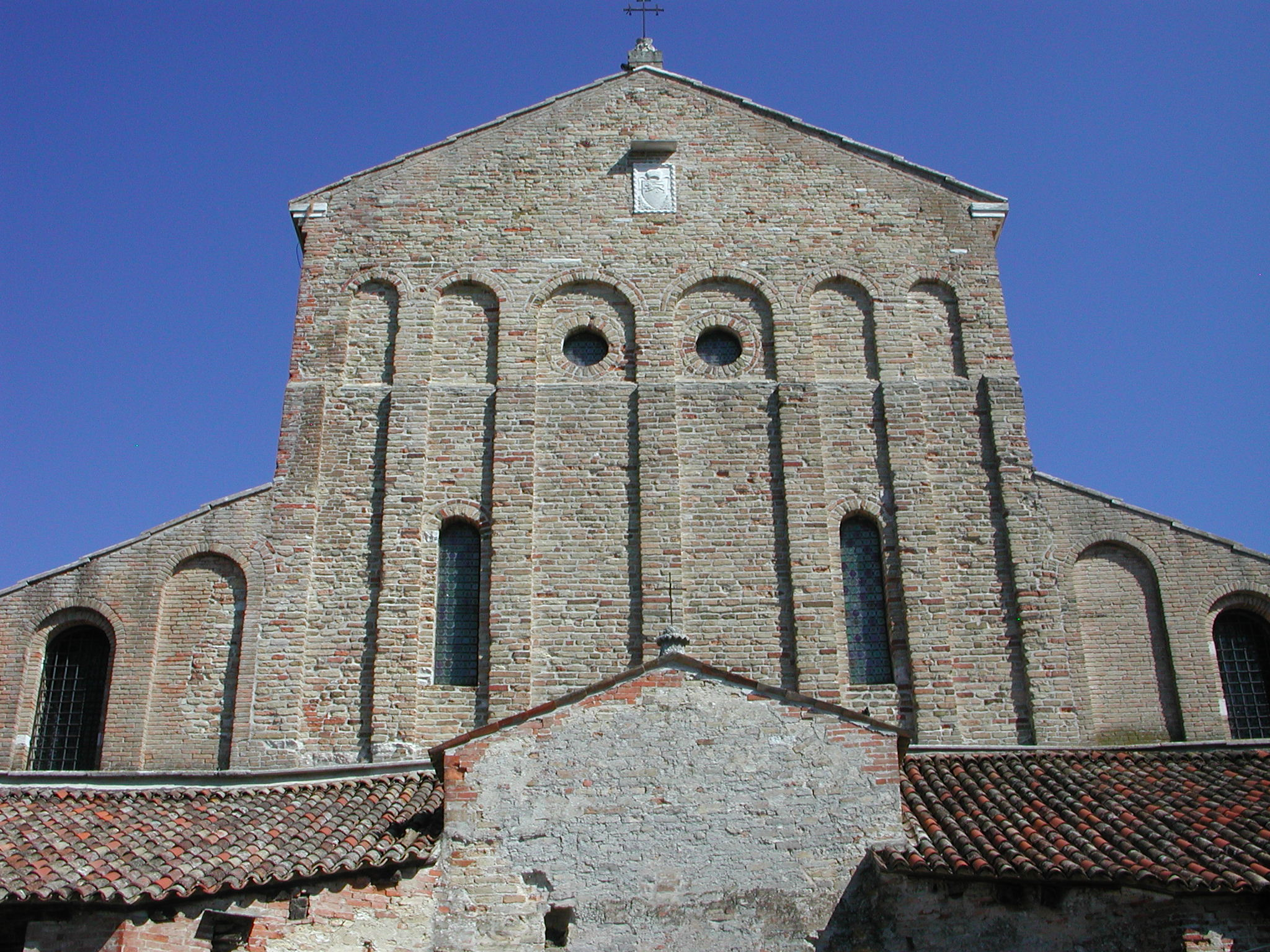
토르첼로 대성당, 베네치아.

### 근원
장미 창은 로마의 오큘러스에 근원이 있는 듯 하다. 판테온의 돔 꼭대기에 있는 것으로 가장 잘 알려진, 그 거대한 둥근 개방형은 햇볕이 잘 들며 공기 순환이 좋게 했다.
초기 기독교와 비잔틴 건축에서, 그 형태들은 둥근 오큘러스 사용의 본보기이다. 그 형태들은 로마의 성 아그네스 대성당 그리고 토르첼로 대성당에서와 같이 예루살렘의 성묘 또는 고전 페디먼트 양식의 낮은 박공의 끝 부분의 상부에, 돔의 원통 주변을 두르며 나타난다.
오늘날 베니스에 위치해 있고 평판에 새겨진 8세기의 창은 3 오큘리와 구별되는 4 창 끝의 2겹의 트레이서리-유사 구성요소가 반복된다. 구멍 뚫린 트레이서리 같은 많은 반원형 창문들은 6~8세기에, 그리고, 그리스에서는 그 세기 후반에 존재 했던 창들이다.
성 아그네스와 토르첼로에 있는 창들 뿐만 아니라 유리를 끼지 않은 장식된 둥근 벽감들과 같은 작은 둥근 창들은 로마네스크 시대 후반에 증가하는 대중들의 인기를 얻어, 이탈리아의 교회에서는 사용이 계속되었다.
또 다른 요인은 그들의 인기 그리고 장미 창의 기원이 6 꽃잎 장미꽃 모양의 재현과 CE 740~750년 사이에 요르단에 축조된 우마이야조 궁전 키르밧 알-마프야르 팔각형 창으로 여기는 독일 예술 역사가 오토 폰 심슨에 의해 제시된 것과 같은 창들의 발전과 관련 있는 듯 하다.
장미 창은 성녀 카타리나 (알렉산드리아)가 징 박힌 바퀴에서 처형을 선고 받은 뒤로 캐서린 창으로 불리기도 한다.

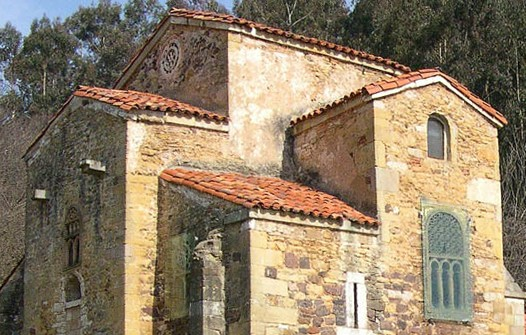
산 미겔 데 릴로, 스페인의 오비에도.

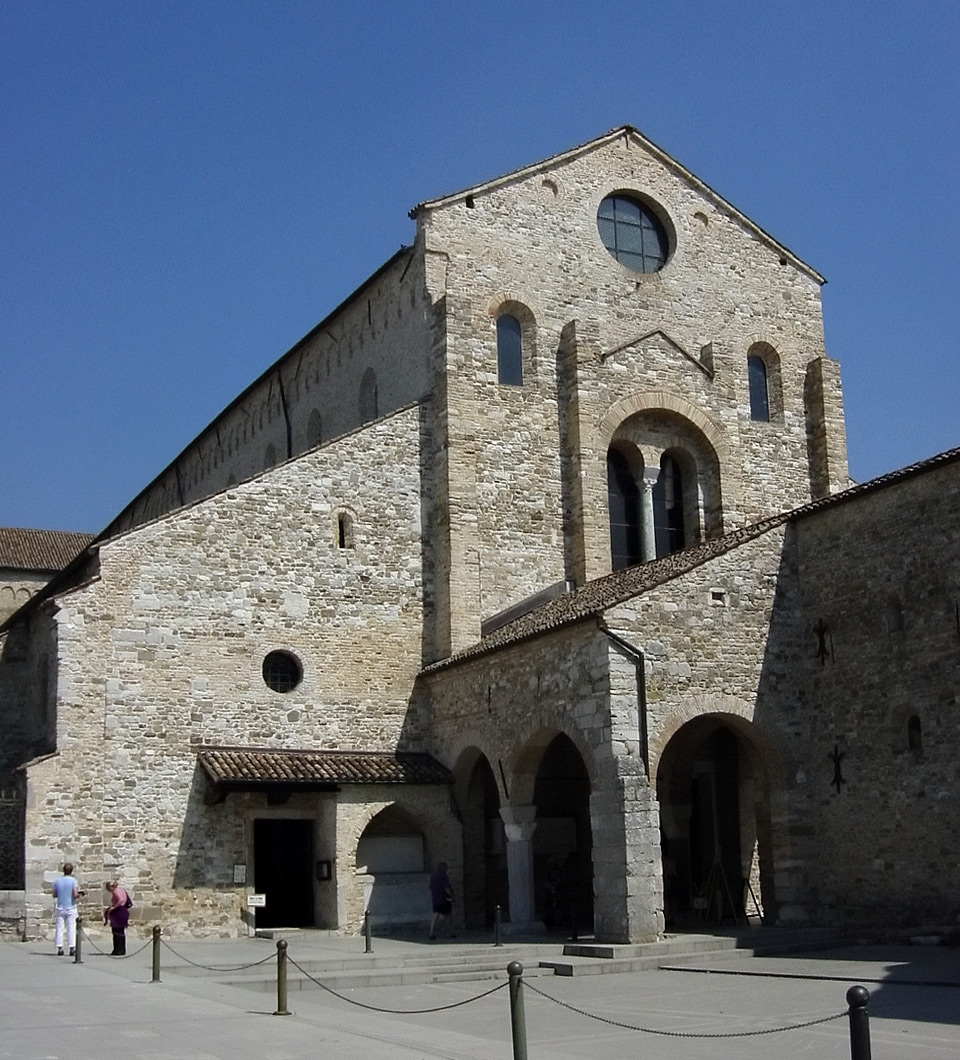
아킬레이아 바실리카, 이탈리아

### 오비에도 창
스페인의 오비에도 부근에는 9세기 후반과 10세기 초반의 교회들이 몇 곳 있고, 교회들은 비잔틴 제국의 트레이서리 외면의 최초의 본보기를 포함하는 창분의 주목 할만한 정렬이 나타난다. 그 디자인은 대리석 석관, 설교단의 조각된 비잔틴 양각을 기반으로 한 장식 디자인과 적절하게 붙여 구멍 뚫린 그물창 장식과 라벤나와 콘스탄티노플의 창문과 매우 흡사하다. 산 페드로 교회는 윗 겹에는 그리스 십자가가를 포함하는 두 겹의 원형들의 구멍 뚫린 장식이 있는 직사각형 창문이 있고, 그 창문은 트레이서리의 '빛"과 같은 같은 수 많은 조각의 십자가의 상체와 원형으로 나뉜다.
그 교회들의 또 다른 곳에서 산 미겔 데 릴로는 트레이서리와 함께하는 축방향-설치 오큘러스의 가장 먼저 알려진 본보기이다. 다른 크기의 다양한 그러한 창문들이 존재하고, 그리스 십자가 장식과 물결 무늬를 덧댄 꽃잎-유사 형태가 나타나, 둥근 창과 장미 창 모두를 예고했다.

### 로마네스크 원형 창
원형 창과 장식된 원형 벽감에는 많은 로마네스크 교회들과 성당들의 특징이 있는데, 특히 독일과 이탈리아에서는 프랑스 고딕의 발전 양식과 잉글랜드에서 프랑스 건축가와 함께 달성한 양식과 부분적으로 일치하며 오랜 기간 동안 실재했다.
독일 보름스 성당은 본당 회중석 끝과 박공들에 둥근 창들이 있는데, 그 창들은 로마에 있는 성녀 아그네스의 고대 기독교 바실리카와 유사하다. 장축단의 서쪽 끝에는 각각의 측면에 작은 오큘리가 있는 중앙의 둥근 창이 있다. 슈파이어 대성당에는 파사드의 정사각형 안에 한 조의 둥근창이 있다. 쾰른의 사도 교회에는 박공에서와 라인강 키 첨탑 밑에 장식된 부분들로 구성된 오큘러와 잎 모양의 창이 있다. 팔각형의 돔은 각각 곡선 모양의 측면이 각각 두 개인 오큘리 고리가 있다.

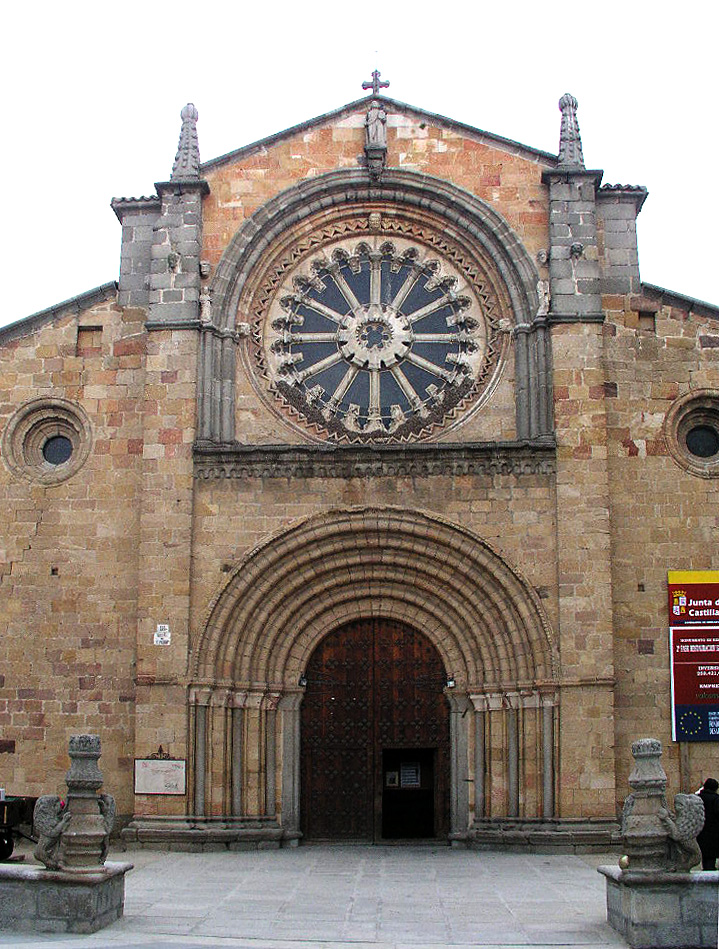
산 페드로, 스페인 아빌라.

체코 공화국의 트레비치에는 12~13세기의 로마네스크 양식의 성 포로고피우스 바실리카가 있다. 그 곳의 장축단의 창은 보름스의 창들과 비슷하지만, 이 경우에는 고딕 형태의 트레서리에다가 개폐가 용이하여, 명백하게 새로운 양식으로의 변화가 나타난다.
이탈리아에서는 다양한 매체에서 원형 장식 디자인의 사용은 고대 기독교, 로마네스크, 르네상스 그리고 바로크에서 나타나는 교회 파사드의 특징이었다. 잘 알려진 본보기는 레온 바티스타 알베르티가 만든 피렌체에 있는 산타 마리아 노벨라 성당의 고대 르네상스 양식 파사드에 보완된 다색 장식 대리석에 있는 그 디자인의 커다란 원형이다. 오큘리들은 돔을 지지하는 원통에서와 크레모나에 있는 디자인과 같이 팔각형 세례당의 윗 채광부에서 전형적으로 사용되기도 했다.
오큘리가 있는 로마네스크 양식의 파사드는 피렌체의 11세기 산 미니아토 알 몽티, 1117년경의 바피아의 산 미셀레, 1150년의 피스토야 성당에 있다. 후기 로마네스크 시대에 창의 크기가 커짐으로, 둥근창은 베로나의 산 제논 맛지오레와 몬차 성당에 훌륭한 본보기가 있는 표준 특징이 되었다.
스폴레토 성당의 로마네스크의 파사드에는 1207년에 거대한 모자이크 밑의 정사각형 안에 한 조의 장미 창의 중앙 부위를 두르고 있는 다량의 벽감식과 트레서리식 오큘리가 있다.
잉글랜드에서는, 5 로마네스크 둥근 창들이 존재하며, 바프레스톤과 헤딩엄 성당의 소교구 교회들에서의 창들이 현저하게 눈에 띈다.

### 생 드니, 샤르트르, 망테, 라온, 파리

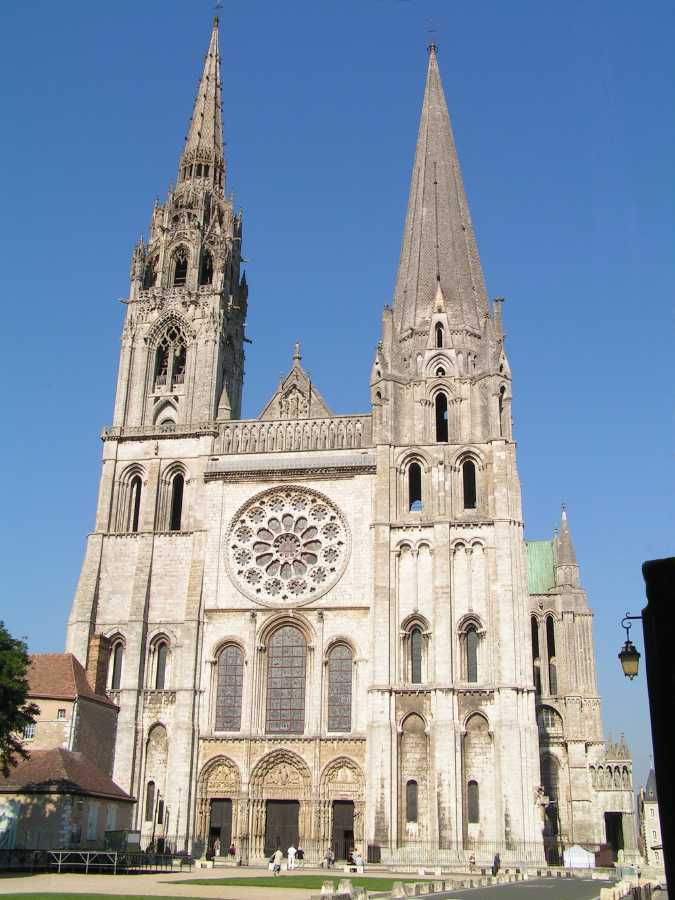
샤르트르 대성당

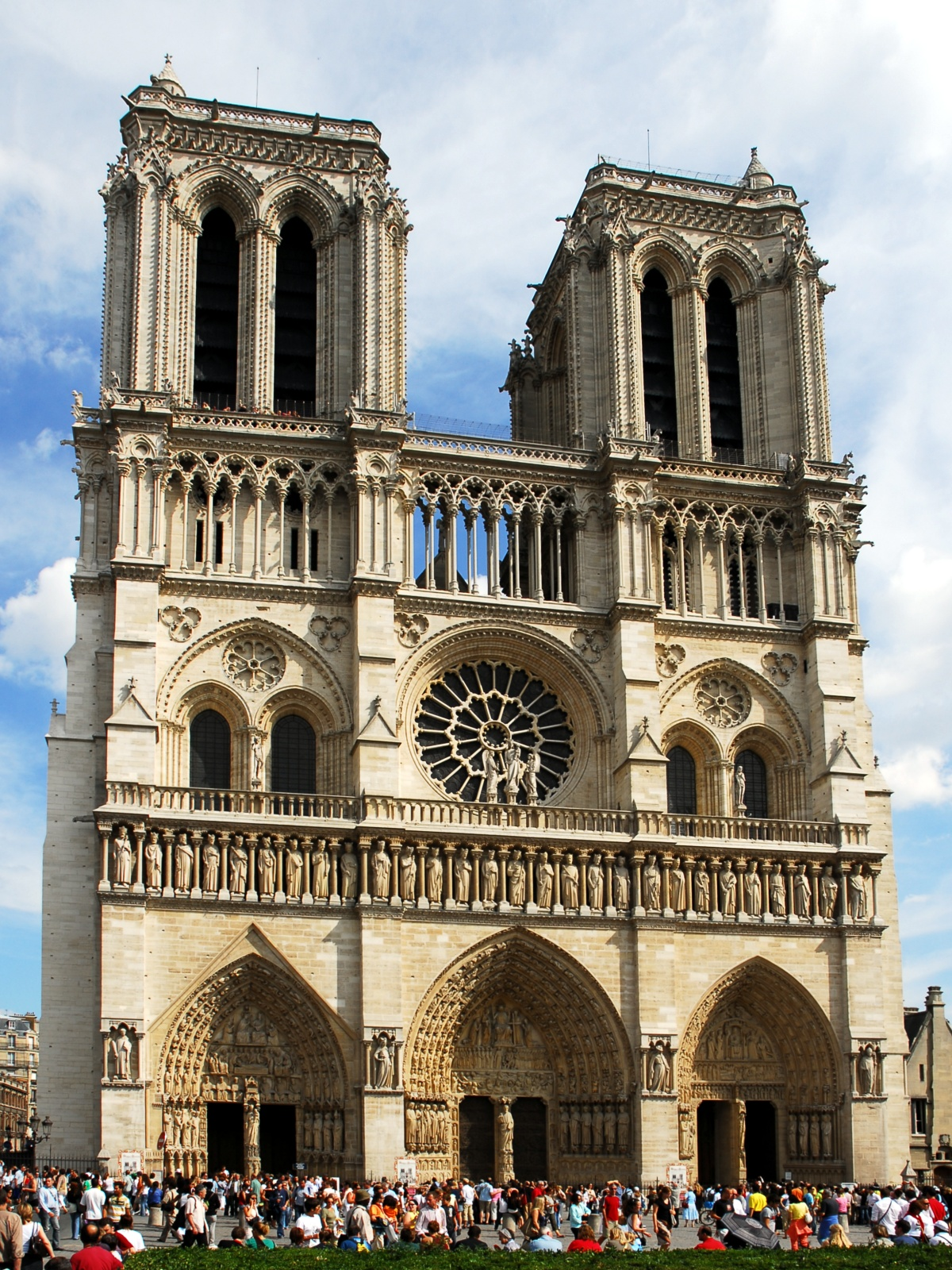
파리, 노트르담.

로마네스크의 고딕 양식으로의 변화는 생드니 대수도원에서 쉬제 대수도원장이, 1130~1144년 사이에 다양한 다시-신생한 특징들을 한 채의 건물에 축적함에 의하여 고딕 양식을 창조한 파리의 북부로 전달 될 때까지도 완전히 단절되지 않았다.
생 드네의 최초 고딕 양식으로 된 파사드에 있는 쉬제의 장미 창의 근원은 아마도 과거-연대에 잉글랜드에 있는, 트레피치와 스폴레토에 있고, 슈파이어에 파사드의 창이 있는 건물들의 창과 같이 로마네스크 건물에 많이 남아있던 원형 창들인 듯하다.
쉬제의 창은 그 출현에 있어 고딕 양식과 구별되지 않는다. 그 창은 더 이상의 그 근본 형태가 아니지만, 19세기 중반에 복원자 바이올렛-레-듀크의해 복원된 창은 그 중앙에 커다란 오큘러 공간이 있고, 유리는 금속 테두리가 지탱하고 "플레이트 트레이서리"로 알려진 기법으로 평평한 돌을 잘라낸 간결한 타원형의 뾰족한 엽이 둘러싸고 있음을 나타냈다. 현재의 그 창은 전체 파사드의 안정성의 결핍과, 창이 갑자기 부저셔서 붕괴를 초래한 북부의 어느 탑의 복원에 대해서 몹시 염려하던 바이올렛-레-듀크에 의해 어쩌면 덧붙여진 고딕 트레이서리 일지도 모른다.
잉글랜드, 독일, 이탈리아에서 노르만 시대 후기의 간결한 둥근 창에 따라서, 거대한 12세기 후반의 창은 샤르트르 대성당에 여전히 존재한다. 그 주목할 만한 창은 가장자리에 테를 두르는 작은 "플레이트 트레이서리" 채광부 고리가 에워싸는, 뿜어져 나오는 모양의 방사형 둥근 창의 중앙에 거대한 원형물이 조합됐다. "최후의 심판"을 묘사한 창은, 제2차 세계대전 동안에 손상을 입었음에도 불구하고, 유리를 끼운 근본 구조를 포함하고, 1215년의 많은 원판의 유리를 보존하고 있다.
이어지는 샤르트르의 서쪽 창문은 더 대담한 고딕 창들로 망뜨의 노트르담 대학생 교회와 라온 대성당(이 곳은 특별하게 동쪽 끝 뿐만 아니라 익랑 끝에도 장미 창이 있다.)의 동적 조각물 파사드에 만들어져 있다. 그 창들은 포개진 꽃잎을 닮은 타원형 트레이서리에 포함되는 커다란 채광부를 지니고 있다.
중앙에 노트르담, 파리의 잘 알려진 고딕 양식 파사드에 있는 창은 각각 뾰족한 오목부들로 마무리되는 두 줄에 중간 문설주가 있고 중앙 원형물로부터 뿜어져 나오는, 더 뚜렷하게 고딕 양식이 나타난 창이다. 약 1225년에 완성된 그 창은 생 드니의 익랑과 노트르담에 있는 서쪽 익랑의 거대하고 복합적인 창의 모양들을 포함하는 많은 다른 장미 창들의 모양에 구성된다.
샤르트르에 있는 익랑 장미꽃들은 대비를 이루는 형태를 테마로 정교하게 만들어 낸 본래 12세기의 장미꽃 양식을 계승했다. 남쪽 장미꽃은 원형과 타원형의 둥근 부위를 포함하고, 반면에 북쪽 장미꽃은 중앙부 주위로 회전하는 정사각형 채광부를 보여주며, 대 기운의 만화경 효과를 창출하는 모두 다른 각도들로 구성됐다.

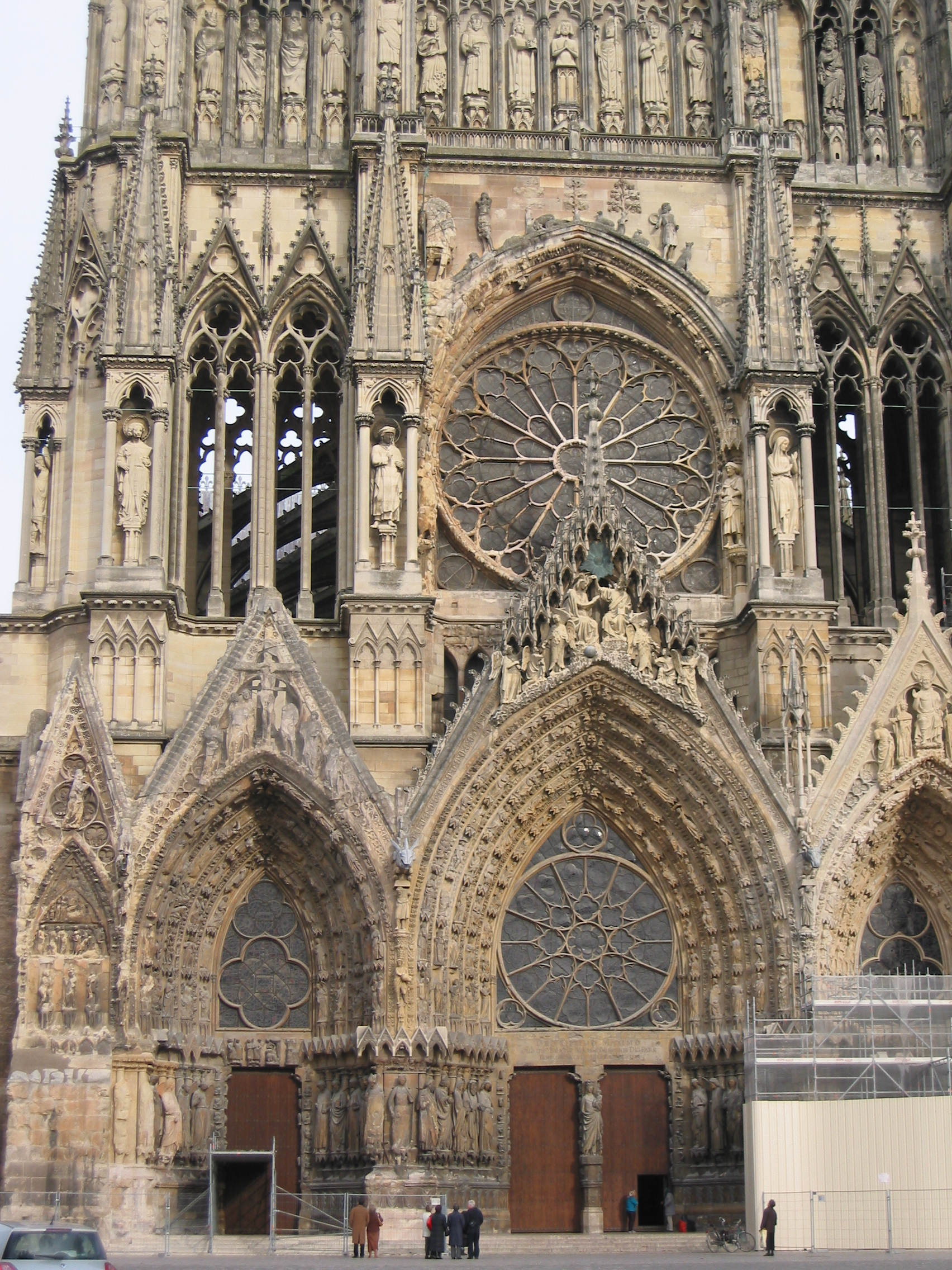
랭스 대성당, 프랑스.

### 발전 양식
샤르트르의 건물에 고딕 건축과 조합된 더 정교한 창문 양식의 발전으로 장미창의 치수는 커지기 시작했다. 13세기 중반 쯤에는 장미는 가장 큰 가능한 크기를 달성했는데 생 드네와 파리에 있는 익랑 장미들에서 볼 수 있는 본당 회중석 또는 익랑의 전체 너비이다.
생 드네, 샤르트르 망테, 라온, 파리의 파사드에, 장미는 원형 오목부 아래에 위치해 있다. 고딕 양식을 그 디자인에 사용하는데 있어서 다음으로 중요한 발전은 노트르담 드 랭스(1241년 이후)에서와, 익랑에서 뿐만 아니라 파사드의 후기 장미들에서도 뾰족한 오목부 아래에 장미 창이 놓인 데에 있다. 그 형태는 아마도 현재 랭스에 있기도 한 부서진 생 니케즈에서 기인한 것 같다.
장미 창은 생 드네와 스트르담의 익랑에서 와 같이 장미와 장미 형태의 작은 채광부가 들어 차 있는 아랫 열 사이의 작은 구석의 "삼각 소간" 구조물의 꼭대기에서 수직 채광부의 한 줄보다 위에 자주 위치한다.
고딕 양식 진보의 마지막 단계는 장미를 수직 채광부와 시차를 둔 높이의 한 열안에 장미를 구성하는데 있고, 루앙 또는 보베에서와 같이, 날카로운 광선이 차츰 줄어듦을 극복해서 익랑의 모든 끝 부분을 덮는 광대한 창의 구성에 중심이 되었다. 그 정교한 구성 방식은 밀라노 대성당의 동쪽 끝에서도 볼 수 있다.
장미 창들은 정사각형 창문 안에 구성되기도 하는데, 1257년의 파리에서 와 같이 삼각 소간에 구멍을 뚫어 작은 채광부들을 채우거나, 스폴레토에서와 같이 이탈리아에서 더 일반적이고 웨스트민스터 사원의 북쪽 익랑과 스트라스부르 대성당, (그림 참조)에서 보이기도 하는 모양의 조각품을 구멍을 내지 않고 붙힌다.

## 형태

### 레요낭
13~14세기에서 꽃 모양과 같은 방사형 레요낭 양식이 유행했다. 대표적인 레요낭 양식의 장미창은 스트라스부르 대성당 피사드 위에 있는 장미창이고
보통 프랑스를 중심으로 고딕 양식의 성당 장미창으로 사용되었다.

### 오큘리

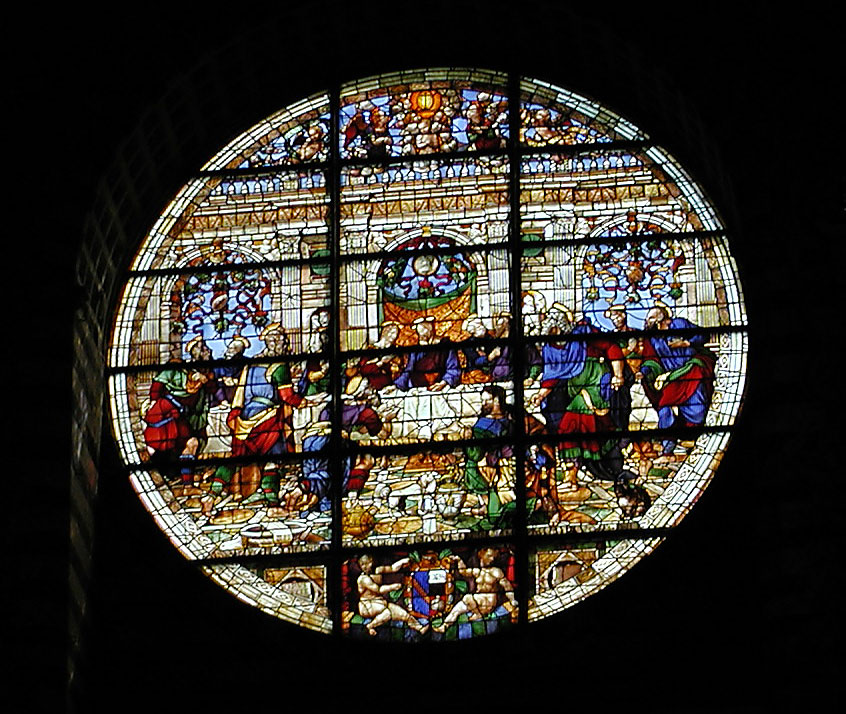
오큘러스, 시에나 대성당

오큘리는 열거나 닫을 수 있고, 유약이 칠해져 있거나 가느다란 설화 석고가 채워져 있다. 후기 고딕 시대 동안에 이탈리아에서는 매우 큰 오큘러 창들이 보통이었는데, 그 창들은 트레이서리 무늬 창의 애호로 사용되었고 창에 두치오, 도나텔로, 우첼로, 기베르티를 포함한 가장 뛰어난 중세 후기와 르네상스 초기의 디자이너들에 의해 그려진 스테인드글라스의 정교한 그림들을 채웠다.

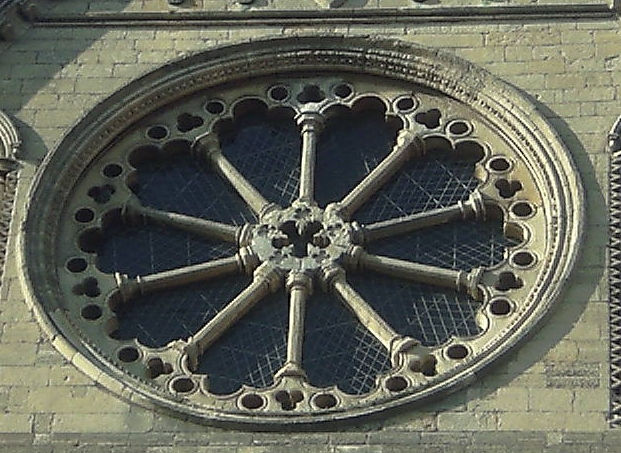
둥근- 베벌리 대교회당

### 둥근 창
둥근 창은 중심축이나 중앙 원형물에서 발산하는 모양의 간결한 트레이서리를 지닌다. 로마네스크 시대와 이탈리아 고딕 시대 동안에 인기가 있던 그 창들은 유럽을 횡단하여 찾아봐도 특히 독일과 이탈리아에 있다. 그 창들은 19세기와 20세기의 로마네스크 양식의 복원 건축물들에서도 나타난다.

### 플레이트 트레이서리

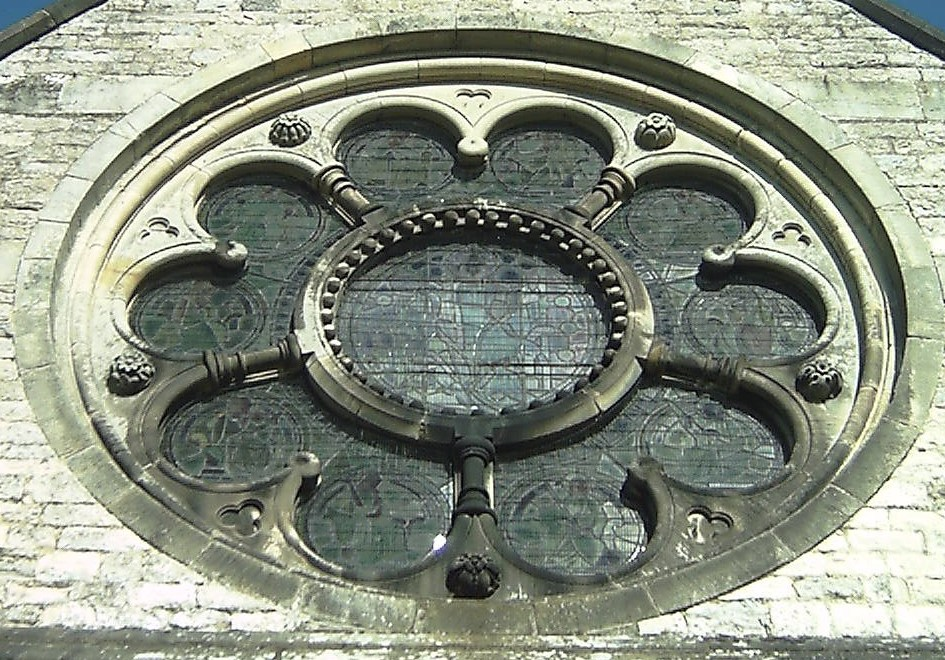
플레이트-, 애플턴-레-무어 교회

트레이서리보다 더 구멍을 낸 개폐형의 장미 창은 로마네스크 시대와 고딕 시대 사이의 과도기 때에 나타났고, 특히 프랑스에서와 샤르트르에서 가장 잘 눈에 띈다. 잉글랜드에 있는 가장 눈에 띄는 본보기는 링컨 대성당에 있는 "딘의 눈"으로 알려진 북쪽 익랑 창이다. 그 창들은 19세기 복원 건축물들에서 가끔 발견된다.

### 초기 고딕
원호들을 겹쳐서 구성한 트레이서리가 있는 장미 창은 꽃잎, 원형, 직사각형 모양이 선호됐다. 그 형태는 북프랑스, 라온 성당에서 두드러지며, 이탈리아, 잉글랜드에서 나타난다. 그 창문의 양식은 꽃이 가지는 형태와 흡사하기 때문에 고딕 복원 건축에서 인기 있고 묵주의 성모를 특별히 참조해서 활용되기도 한다.

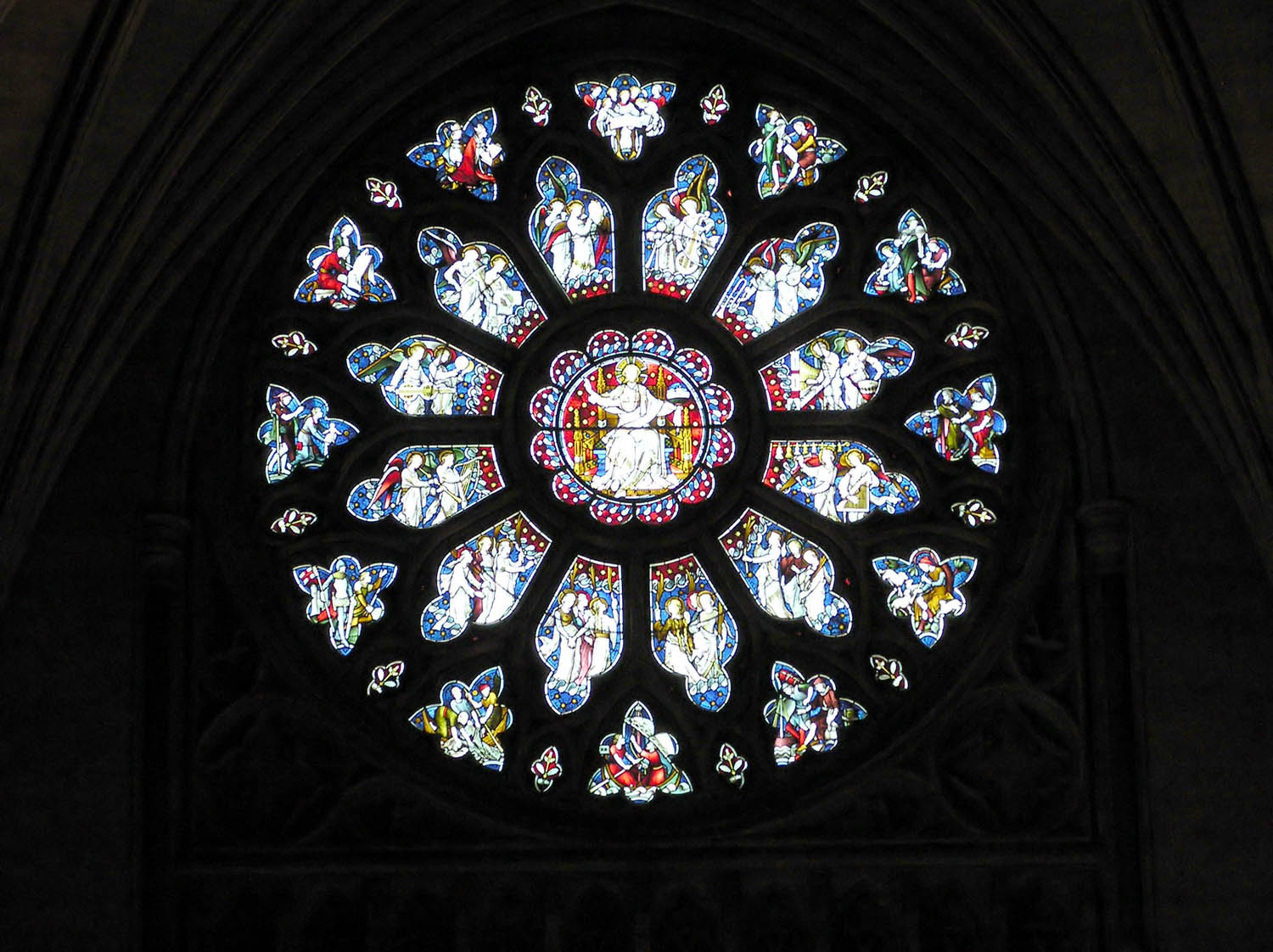
방사선식- 잉글랜드, 브리스톨 대성당의 신랑.

### 방사선식 고딕
장미 창은 중앙 원형물에서 퍼져 나가는 중간 문설주들로 나뉘며, 뾰족한 오목부에서 마무리 되는 각각의 채광부가 있고 네 잎 장식이나 다른 형상을 흩뿌린 모양으로 복합적인 디자인이 겹쳐져 있다. 프랑스에 있는 많은 가장 큰 장미 창들은 그 형식의 창이며, 파리와 생 느네 익랑에 있는 창들이 눈에 띈다. 잉글랜드에 있는 잘 알려진 본보기로는 웨스트민스터 사원의 북쪽 익랑의 창이다. 그 양식은 고딕 양식의 교회들에 널리 나타나며 고딕 복원 건축물들에서 널리 모방 되기도 한다.

### 화려한 고딕

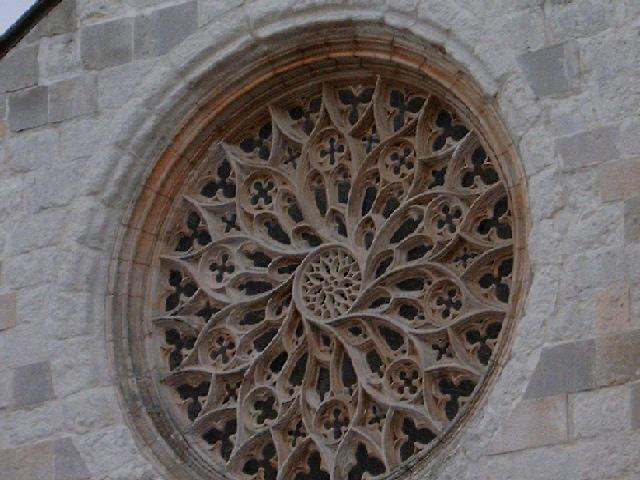
활활 타오르는- 포루투갈 산타렘, 그라카 교회.

화려한 고딕 양식은 각각의 채광부가 불꽃 같은 또는 "활활 타오르는" 모양의 트레이서리에서 S자-곡선이 나타난다. 많은 창들은 다수의 부분들이 어우러진 풍요로운 디자인의 채광부들이 조합되어 같은 비율의 꽤 규칙적인 모양들로 구성된다. 좋은 본보기는 파리의 보베 대성당과 샹트-샤펠 성당에 있다. 몇몇 후기 고딕 장미 창들은 디자인의 복잡성이 방대한 창으로, 종종 예기치 않은 방법으로 고딕 양식의 요소를 사용한다. 그 디자인은 자주 중심점에서 뿜어져 나오는 형태인데도 불구하고, 각각의 축들에 관해서는 대칭적이지 않은 듯하다. 그 창은 디자인이 두 이삭이 붙은 링컨 대성당에 있는 "주교의 눈"으로 불리는 화려하게 장식된 고딕 창에서 볼 수도 있다.

### 르네상스
르네상스는 고딕 양식과 결별하고, 고전 양식으로 되돌아 갔다. 명료하게 트레이서리가 아닌 오큘리들은 때때로 고전 박공 이나 피렌체의 파찌 채플에 있는 돔들의 둘레에 적용된다.

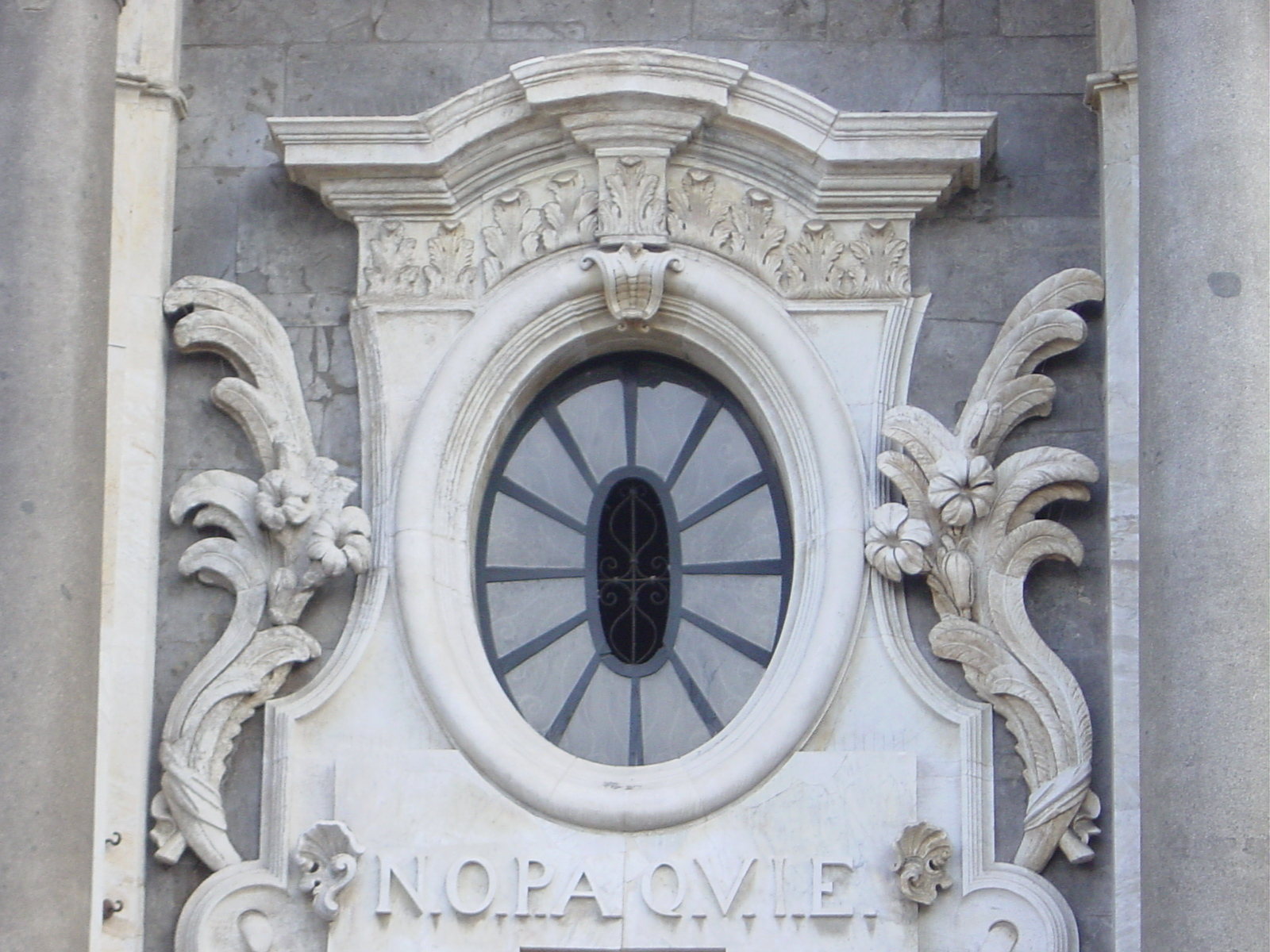
바로크- 카타니아.^{그림. G. 달로트로}

### 바로크
바로크 양식에서는 매우 큰 오큘러 창들의 사용을 볼 수 있는데, 그 창들은 항상 원형이 아니지만, 빈번히 타원형이거나 더 복합적인 모양이다. 그 창들은 트레이서리 형식이 아니거나 매우 간단한 형태의 중간 문설주가 교차하거나 했지만 화려하게 장식된 조각물들이 자주 주위를 두르고 있다. 그러한 창들의 용도는 커다란 창들이 제공하는 외부 미관을 위한 수단과는 별개로 실내 공간의 미묘한 투광에 있다. 그 창들은 커다란 고딕 창들처럼 주요한 시각적 요소가 정면이나 실내에 구성된다. 그러나 그 창들에 다소 주목할 만한 예외는 특히 성 베드로 대성전에서 주 제단 배후의 장식벽에 있는 성령을 그린 타원형 설화 석고 창을 통해 쏟아지는 빛의 장엄한 파열이다.

### 현시대
현시대의 원형 창문들은 간결한 호큘러 방식이 가장 빈번하며, 추상 예술, 배의 현창, 동양 건축의 유리를 끼지 않은 원형 여닫이 창문의 영향이 절충된 범위가 있다.

## 상징성

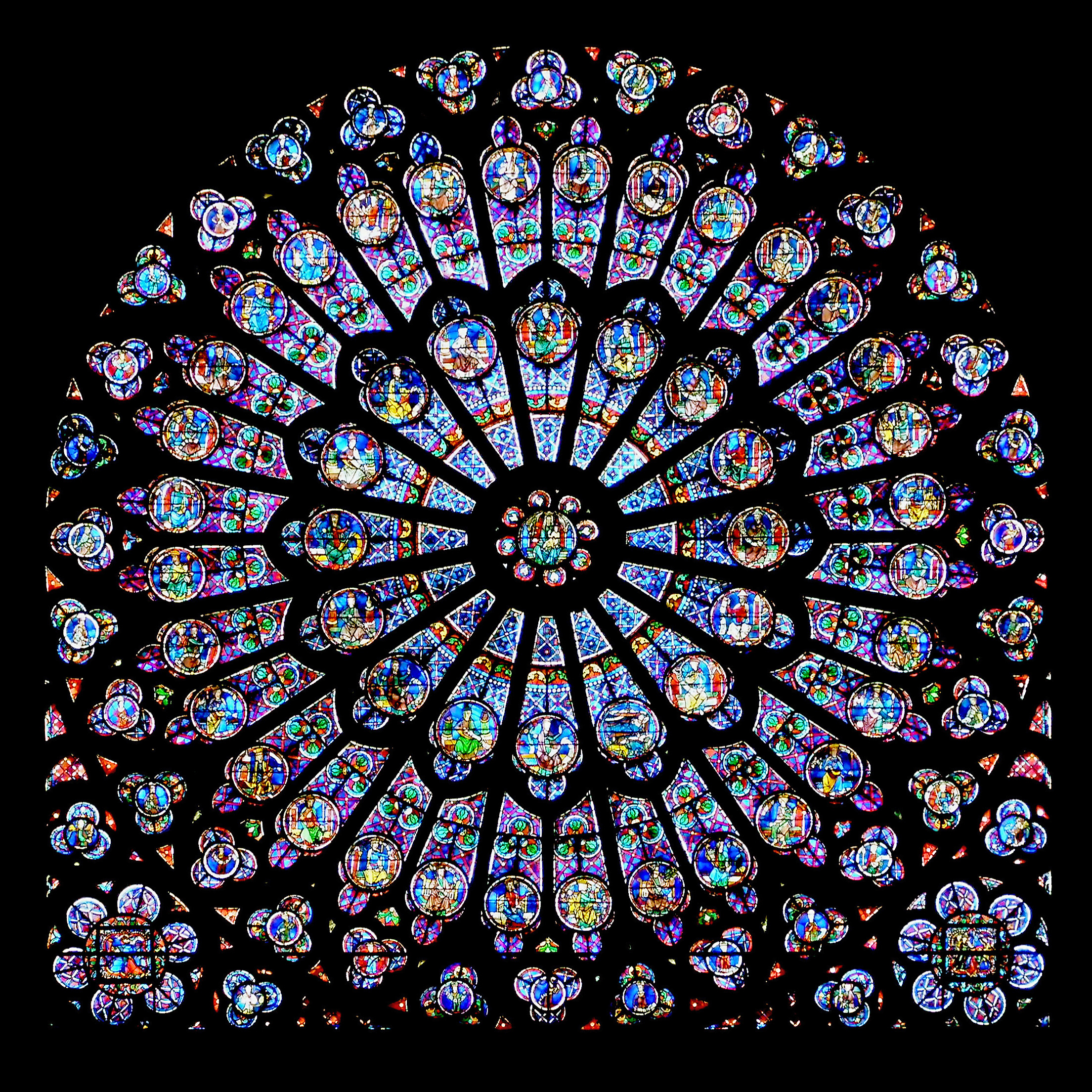
상징- 파리 노트르담의 북쪽 장미. 그 중앙에 장엄한 은총의 동정 마리아와 아기 그리스도가 있고, 예언자들과 성인들이 성 모자 주위를 두르고 있다

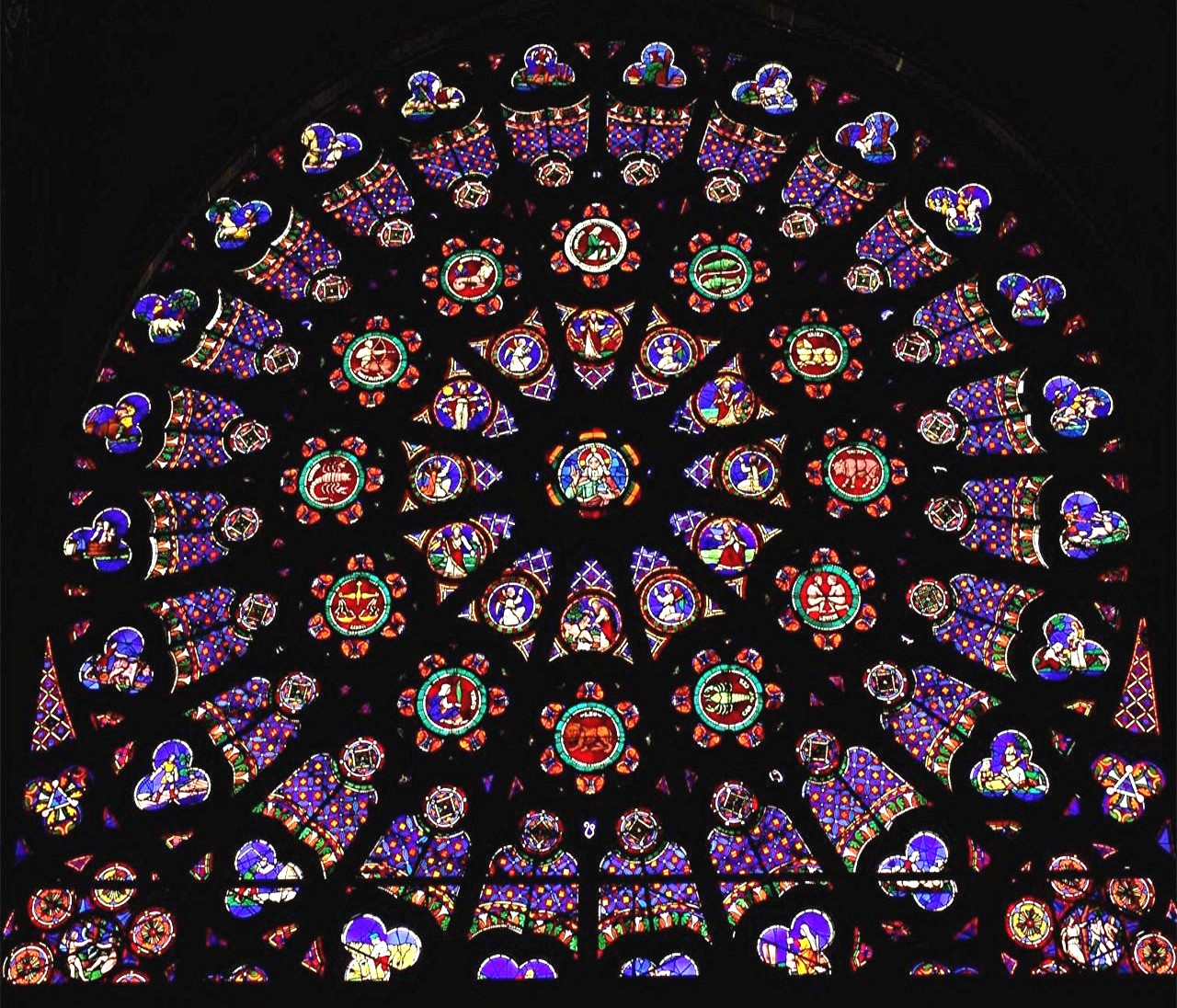
상징- 파리에 있는 생 드니 대수도원. 하느님의 천지창조를 표현한다. 천지창조의 날이 주위를 두르고 있으며, 천당의 질서가 황도대에 의해 표현되고 현세의 질서는 월별 노동으로 표현되며, 모퉁이에는 인류의 타락이 묘사되어 있다.

고딕 양식의 성당들과 교회들에서는 서쪽 문 위에 장미창이 자주 발견되며, 스테인드글라스의 가장 공통된 주제는 최후의 심판이다. 그러한 창문에서 그리스도는 중앙의 "빛"에서와 4명의 복음 사가들과, 사도들, 예언자들, 성인들 천사들이 있는 그 주위의 빛들 안에 앉아 있는 모습을 드러내고 있다. 다소의 창들은 황도대와 월별 노동이 포함된 천당과 현세에 대한 하느님의 주권을 나타낸다.
장미 창들이 익랑의 끝 부분에 사용될 때, 그 다음 그 창들 중 하나는 종종 예수의 어머니 마리아에게 봉헌된다. 현 시대에 로마 가톨릭교회를 통해서, 장미 창은 동정녀 마리아와 자주 연관된다. 왜냐하면 그녀의 칭호 가운데 하나가 클레르보의 베르나르에 의해 이름 지어진 "신비로운 장미"기 때문이다. 그러나, 중세 시대에 장미 창과 성모 마리아와의 특별한 관계는 거의 없었다. 왜냐하면 소수의 그러한 창들이 축조 되던 시대인 17세기 까지는 "장미 창"이라는 용어는 만들어지지 않았었기 때문이다. 그러나, 19세기와 20세기에, 고딕 양식의 부흥과 함께, 많은 스테인드글라스들이 장미 창들에 설치되었고 새로운 교회들에서와 복구된 옛 교회들에서 모두 그 장미 창들이 동정녀 마리아에게 봉헌되었다.

## 나라별 예

### 오스트레일리아
오스트레일리아의 몇 곳의 성당들에서는 장미 창들이 있는데, 시드니 세인트 메리 대성당에 있는 윌리엄 워델의 3 곳과 서쪽 끝에 매우 거대한 7-채광부의 윗 부분에 형태가 갖추어진 멜버른 세인트 패트릭 대성당의 또 다른 곳도 포함된다.

### 에콰도르
장미 창의 훌륭한 본보기들은 1893년에 지어진 국가의 바실리카와 1934년에 지어진 산타 테레사 교회에서 발견된다. 남부 안데스의 쿠엥카에 있는 성당은 주목할 만한 장미 창을 지니고 있다.

### 잉글랜드
잉글랜드에서 장미 창의 사용은, 광폭의 장미들이 바일랜드 대수도원과 런던에 있는 옛 성 파울 대성당의 동쪽 앞면에 축조 되었는데도 불구하고, 일반적으로 익랑에 한정된다.
중세 장미 창들은 요크, 링컨, 캔터베리, 더럼, 옥스포드의 성당들에서 나타난다.
중세 베벌리는 10 창살이 있는 초기 고대 고딕 둥근 창의 훌륭한 본보기이며, 각각의 채광부는 끝이 뾰족한 세 잎 무늬로 마무리 되며 장식된 플레이스 트레이서리가 주위를 두르고 있다.
후기 창들은 윌리엄 호스킹 FSA에 의해 1838~1840년에 디자인 된 런던의 특정 종교에 관계없는 애브니 공원 교회당에서 볼 수 있다. 런던 반즈의 성 삼위일체 교회, 리치몬드의 성 니콜라스 교회, 그리고 조지 길버트 스코트의 성 알반스 대성당에 그 예들이 있다.
에플턴-레-무어와 요크셔의 그리스도 교회에서는, 19세기 건축가 J. L. 피어슨이 영감을 받아 지역의 꽃인 백장미 상징을 나타냈다. 1860년대부터의 그 진귀한 플레이트-트레이서리 창은 간결한 장미의 2-편 꽃잎과 유사한 5점의 이중 조각들로 디자인 되었다.
잉글랜드에서 가장 큰 장미 창은 1979년에 랜싱 대학교의 예배당에 설치된 지름이 32피트인 창으로 믿어진다.

### 프랑스
프랑스에는 많은 고대의 유리 가공품을 포함한 굉장히 많은 수의 장미 창들이 있다. 북부 프랑스서, 장미 창은 빈번히 정면의 중앙부 특징으로 나타난다. 익랑의 정면들에서도 일반적으로 장미창을 포함한다. 실례는 파리의 노트르담(왼쪽 참조), 생 드네 바실리카(왼쪽 참조), 샤르트르 대성당(위 참조), 랭스 대성당, 아미앵 대성당, 스트라스부르 대성당(서두의 그림 참조)에서 볼 수 있다.

### 이탈리아

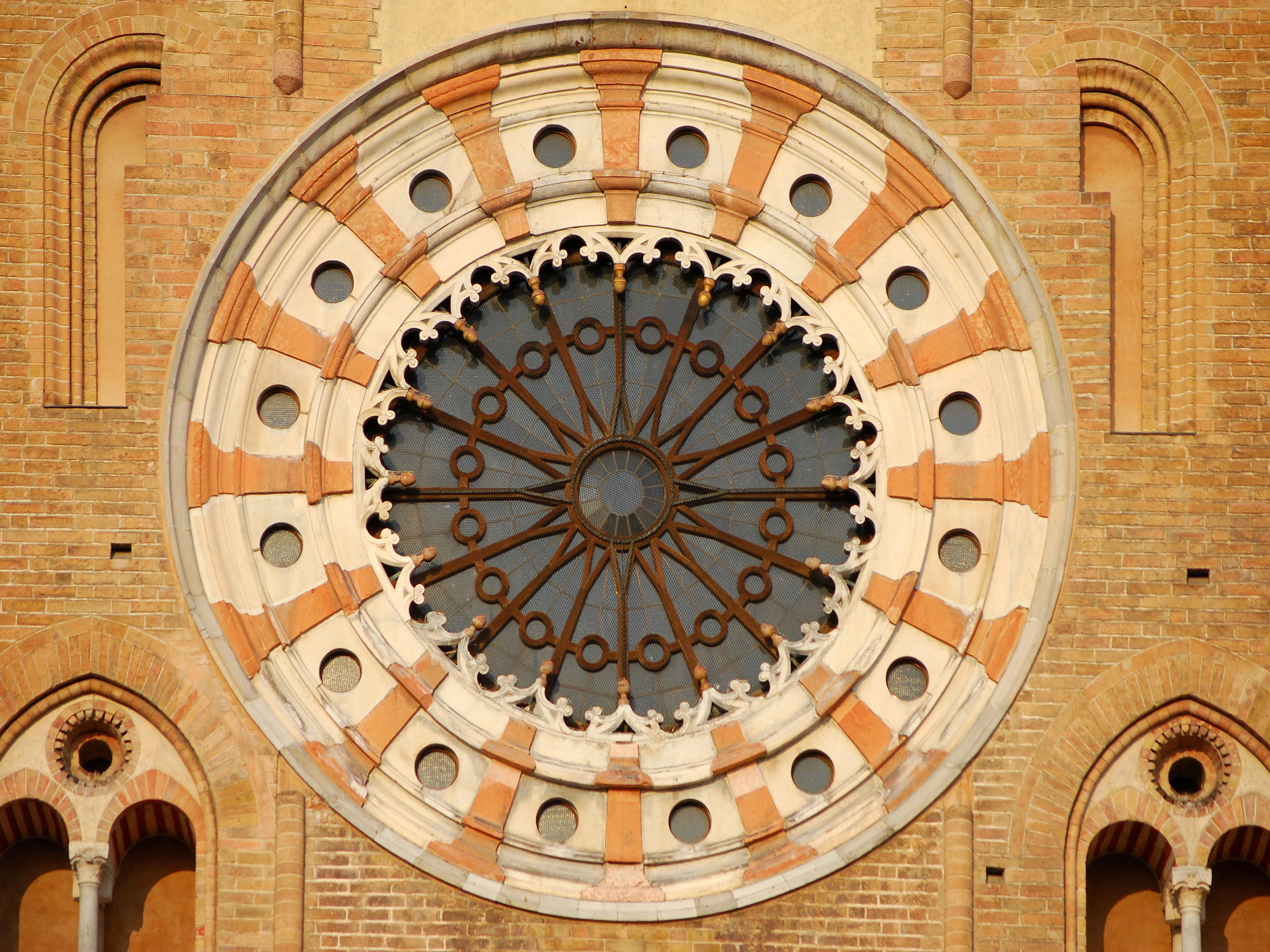
로디 바실리카 대성당, 이탈리아

이탈리아에서, 장미 창은 베로나에 있는 산제노 에서, 모데나의 대성당, 시에나와 오르비에토의 성당들과 유사한 토스카나 고딕 교회들과 같이, 특히 롬바르드 건축가에 의해서 사용된다. 장미 창의 눈에 띄는 본보기는 라리노, 몰리세(1312)에 있는 바실리카 13-창살 중앙 장식 창이다. 또 다른 예는 성 프란치스코 (아시시) 바실리카에 있다.

### 미국
트레이서리나 스테인드글라스가 없는 바로크 오큘러스는 텍사스 샌안토니오의 1718~1731년에 프란치스코회의 교부들에 의해 설립된 산 호세 선교회에서 볼 수 있다.
미국에서 가장 큰 장미 창은 뉴욕시 세인트 존 더 디바인 대성당의 정문 위에 있는 대 장미 창(The Great Rose Window)이다. 그 창은 고딕 복원 양식으로 설계되었고 10,000 조각 이상의 스테인드글라스로 만들어졌다.
워싱턴 국립 대성당에는 천지창조, 최후의 심판, 하느님의 은총을 상징하는 3 점의 장미 창이 있다.
1954년, 프랑스 미술가 앙리 마티스는 뉴욕 포캔티코힐스 합동 교회의 동쪽 벽에 애비 올드리치 록펠러 기념 장미 창을 만들었다.

## 스테인드글라스 갤러리

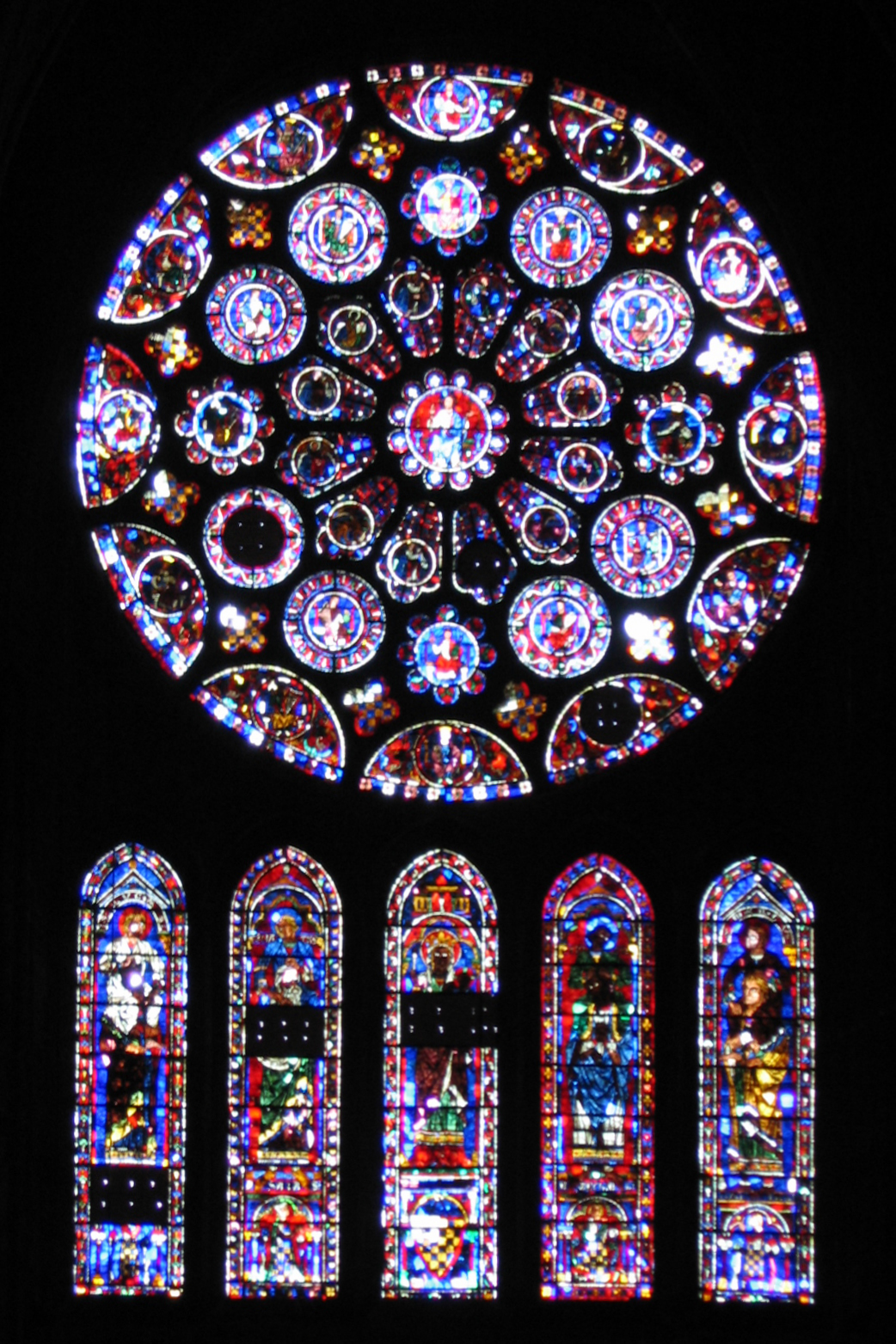
프랑스, 샤르트르 대성당의 복원된 고대 익랑 창
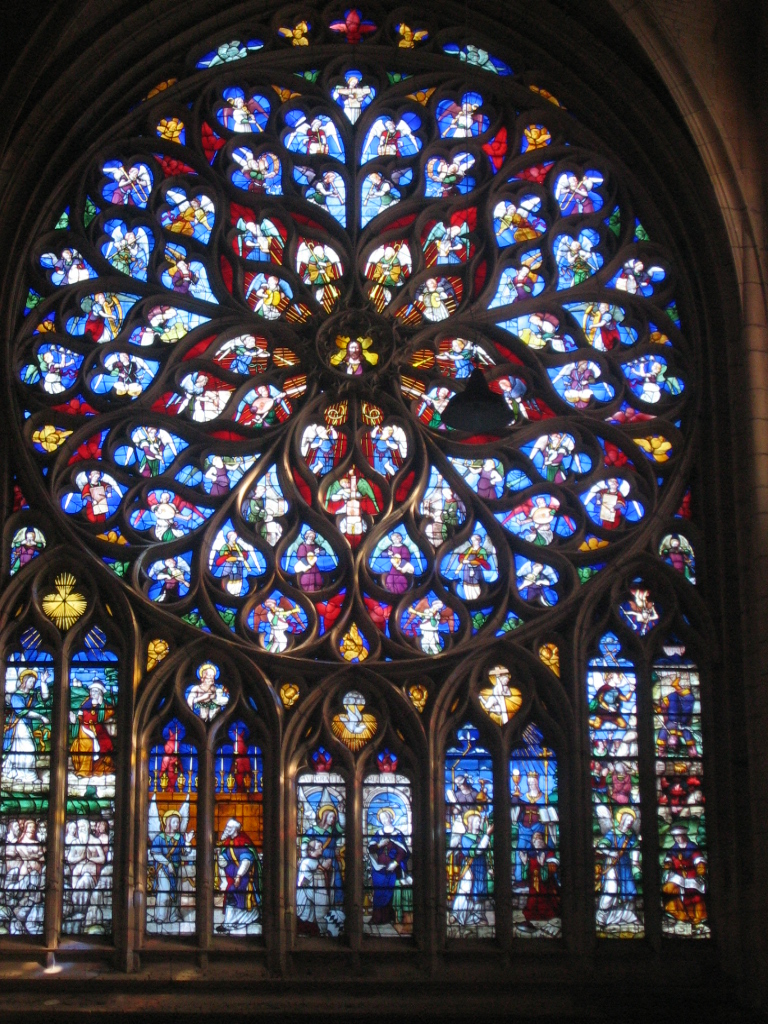
프랑스, 센스 대성당의 익랑. 커다란 두 구조물의 조합으로 활활 타오르는 창을 보여준다.
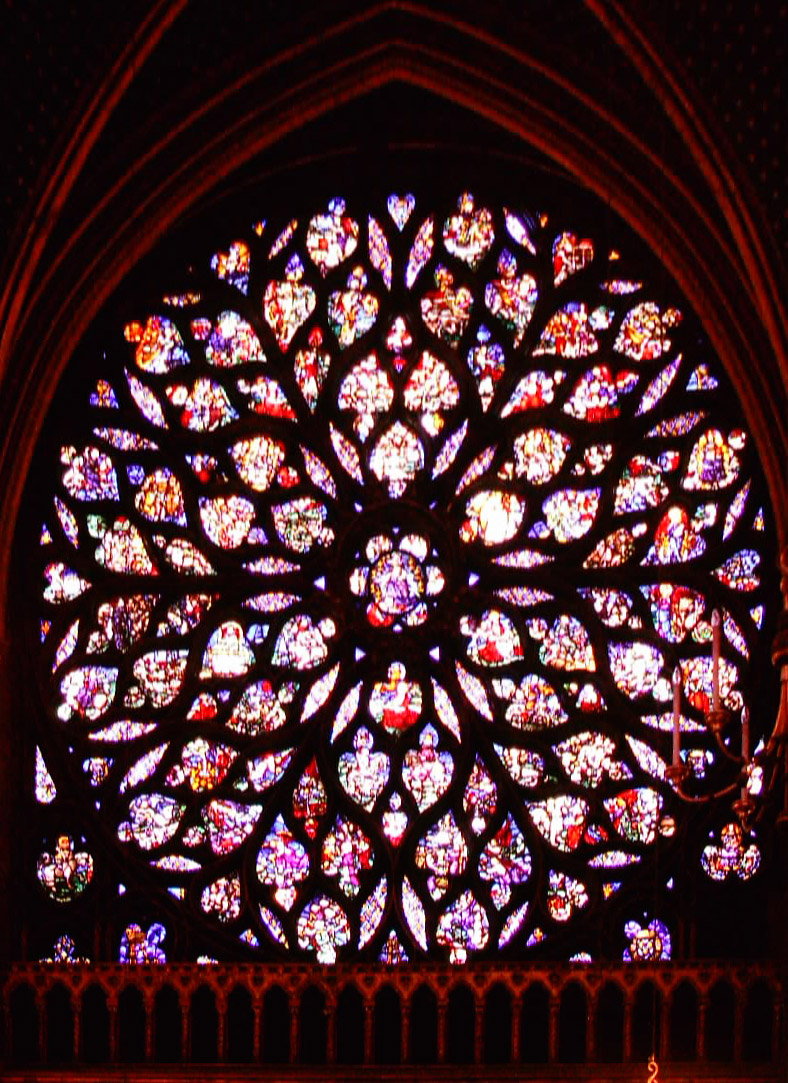
프랑스 파리, 상테-채플. 활활 타오르는 트레이서리의 요한 묵시록
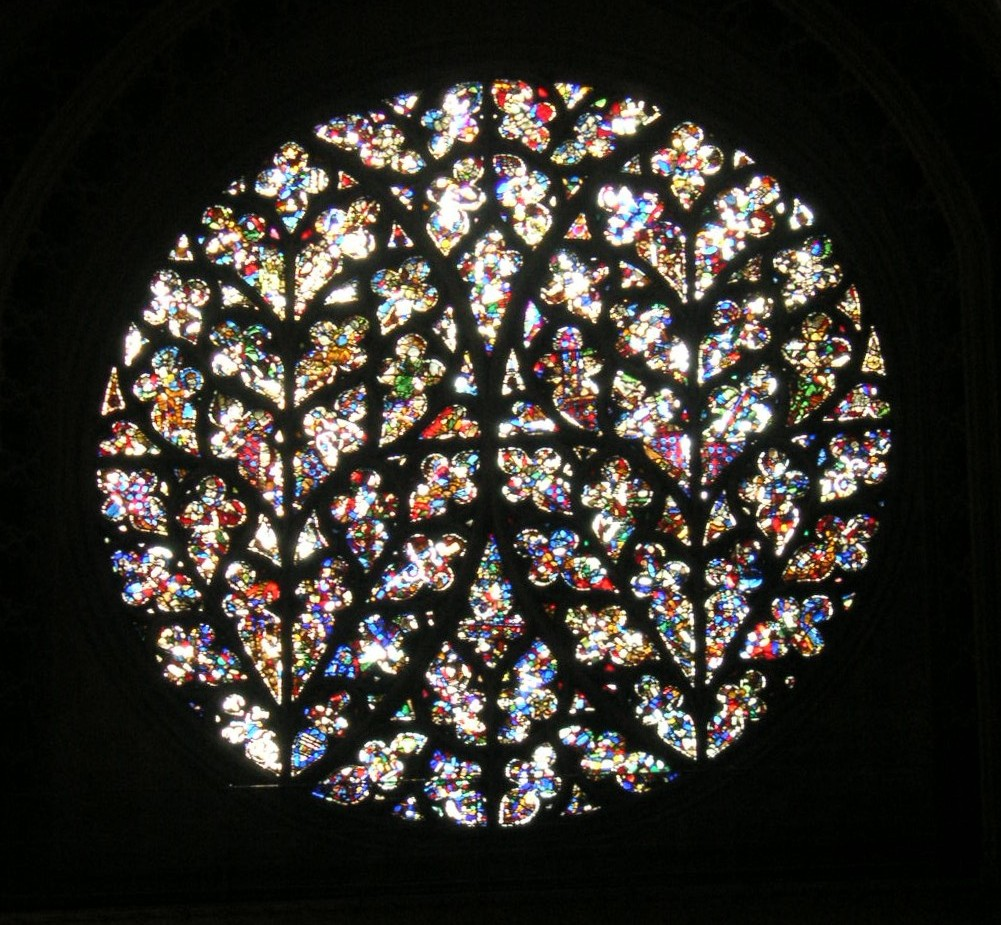
잉글랜드 링컨 대성당, 주교의 눈. 거침없이 이어지는 고딕 창에 고대 유리 조각들이 있다.
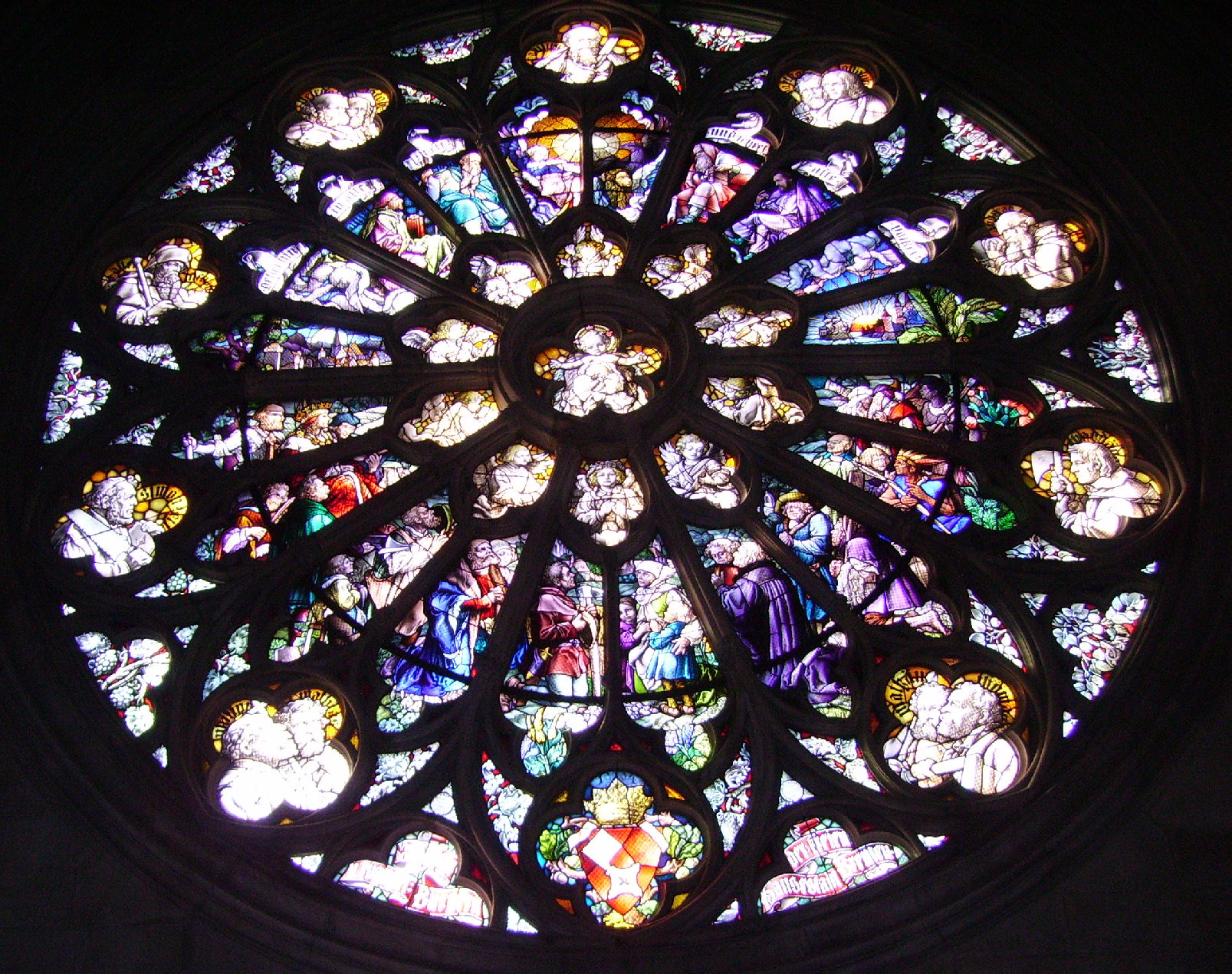
독일, 슈파이어, 기념 교회
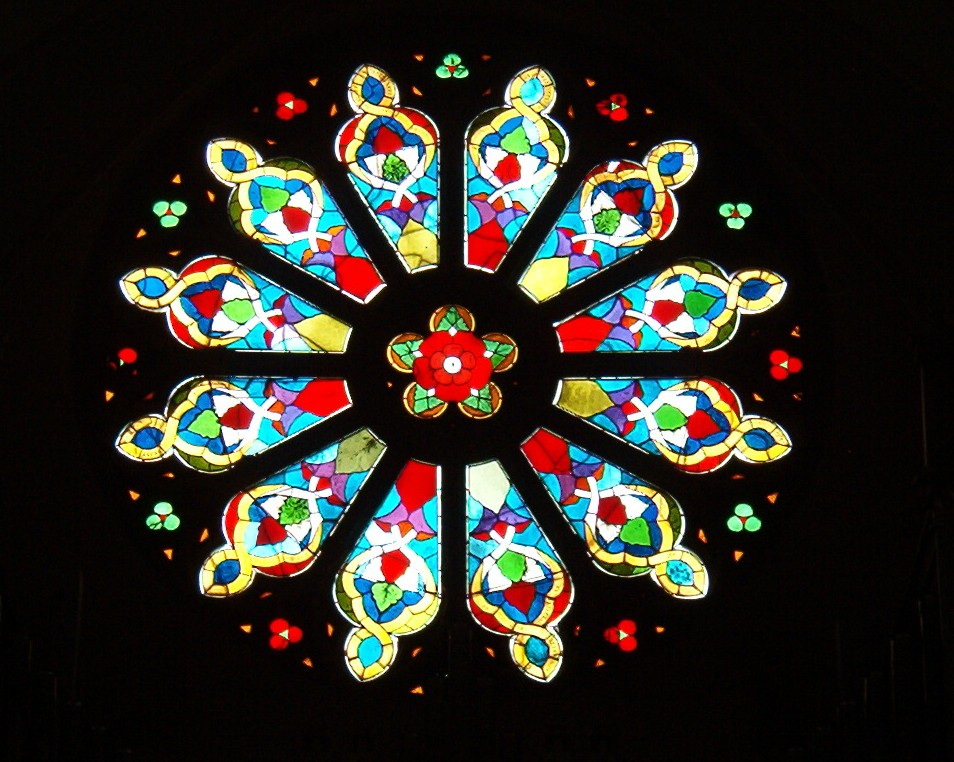
스웨덴, 오스카 프레딕 교회.
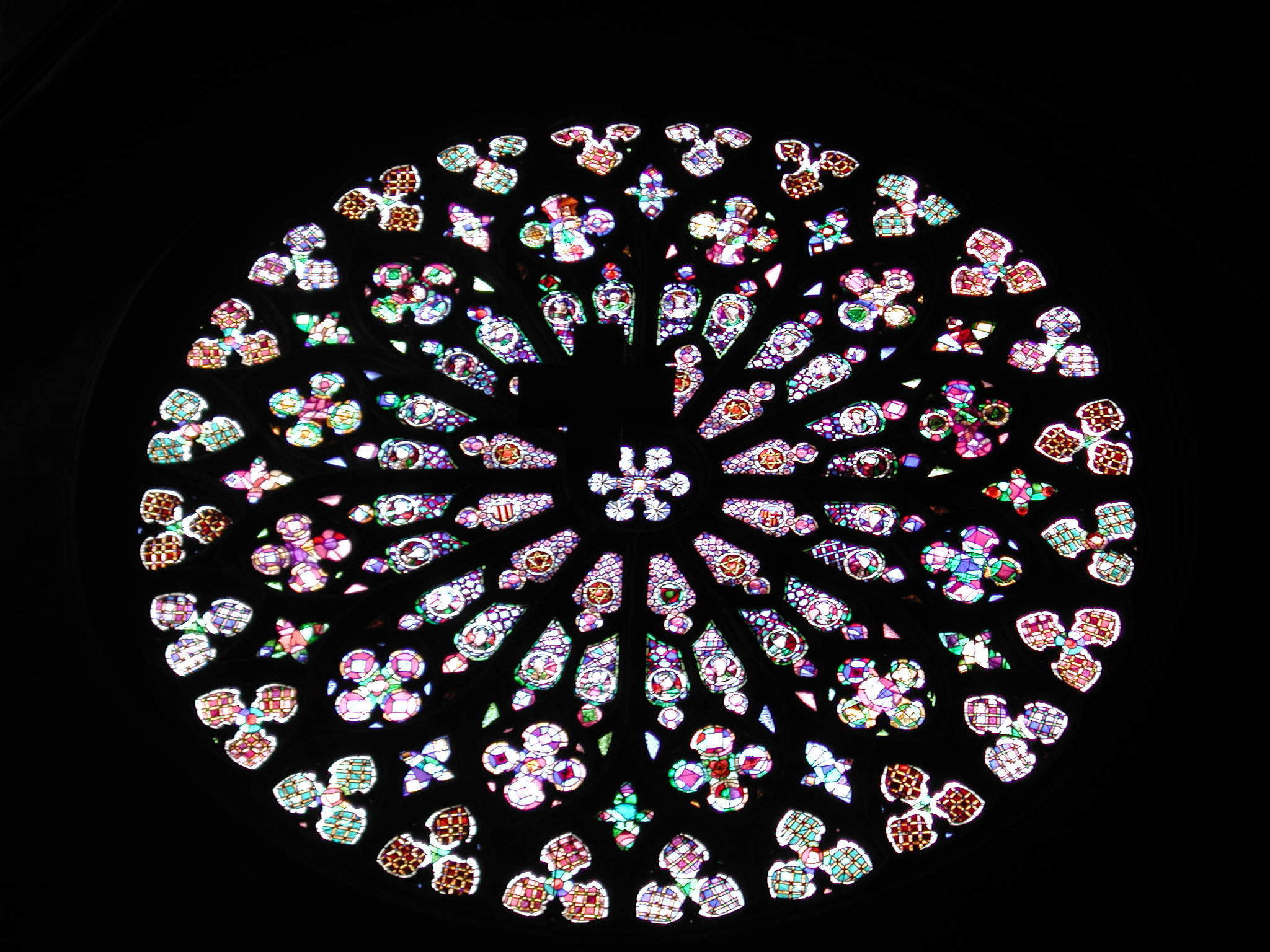
카탈루냐 바르셀로나, 소나무의 성모 마리아.
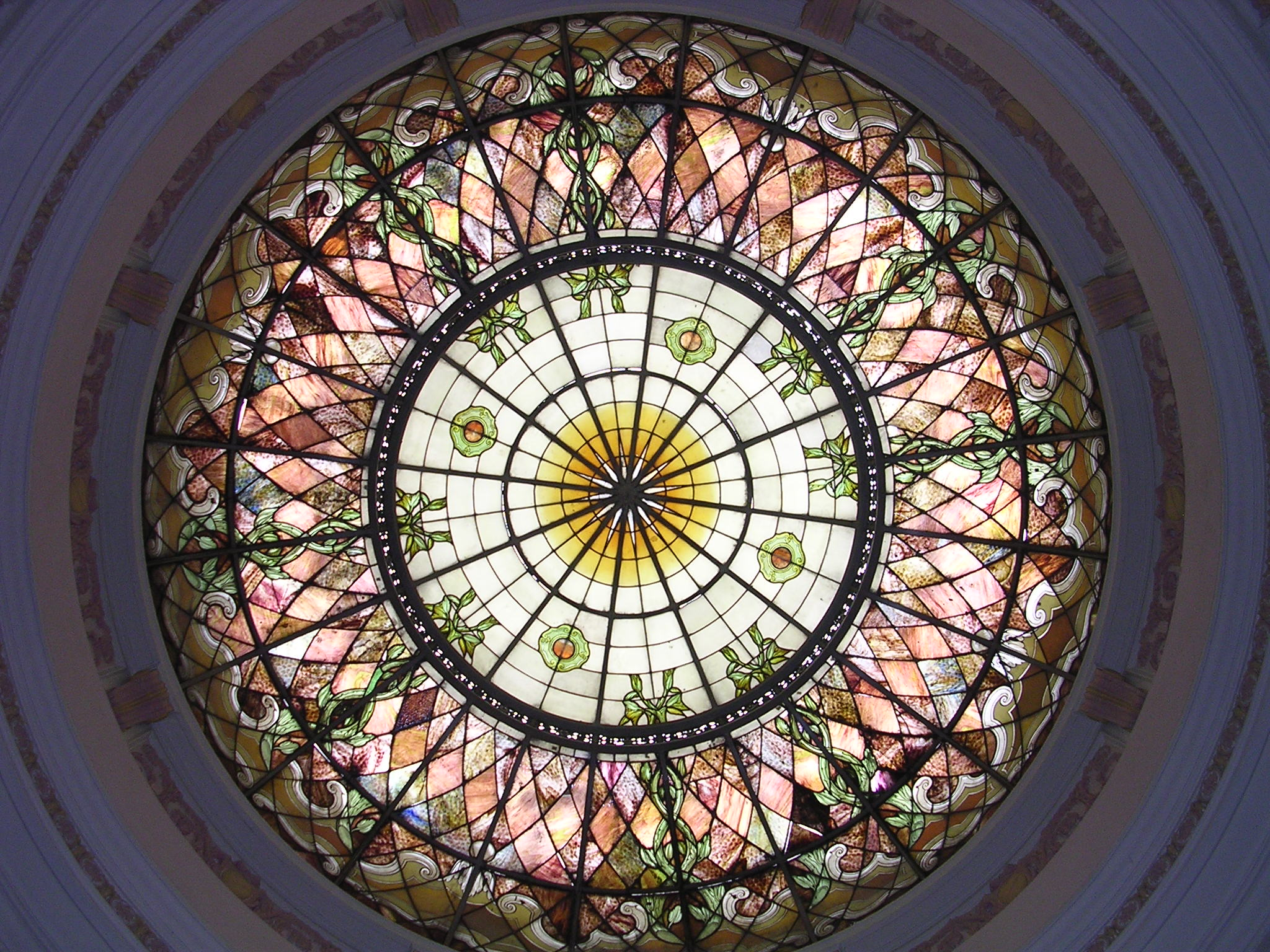
페루, 대통령궁.
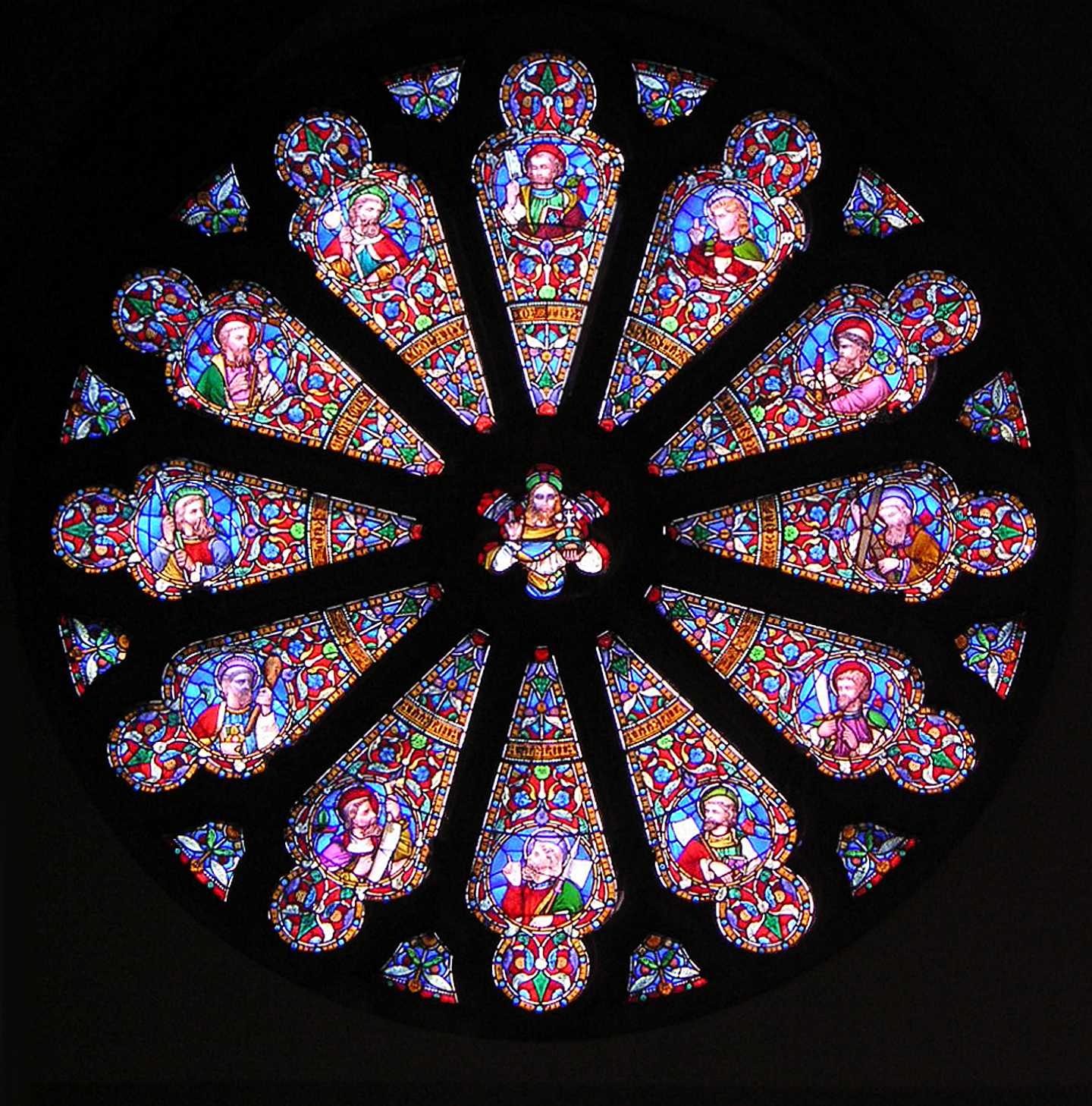
잉글랜드 리치몬드, 성 마티아. 건축가 - G. 스콧, 유리 - 윌리엄 웨일즈.
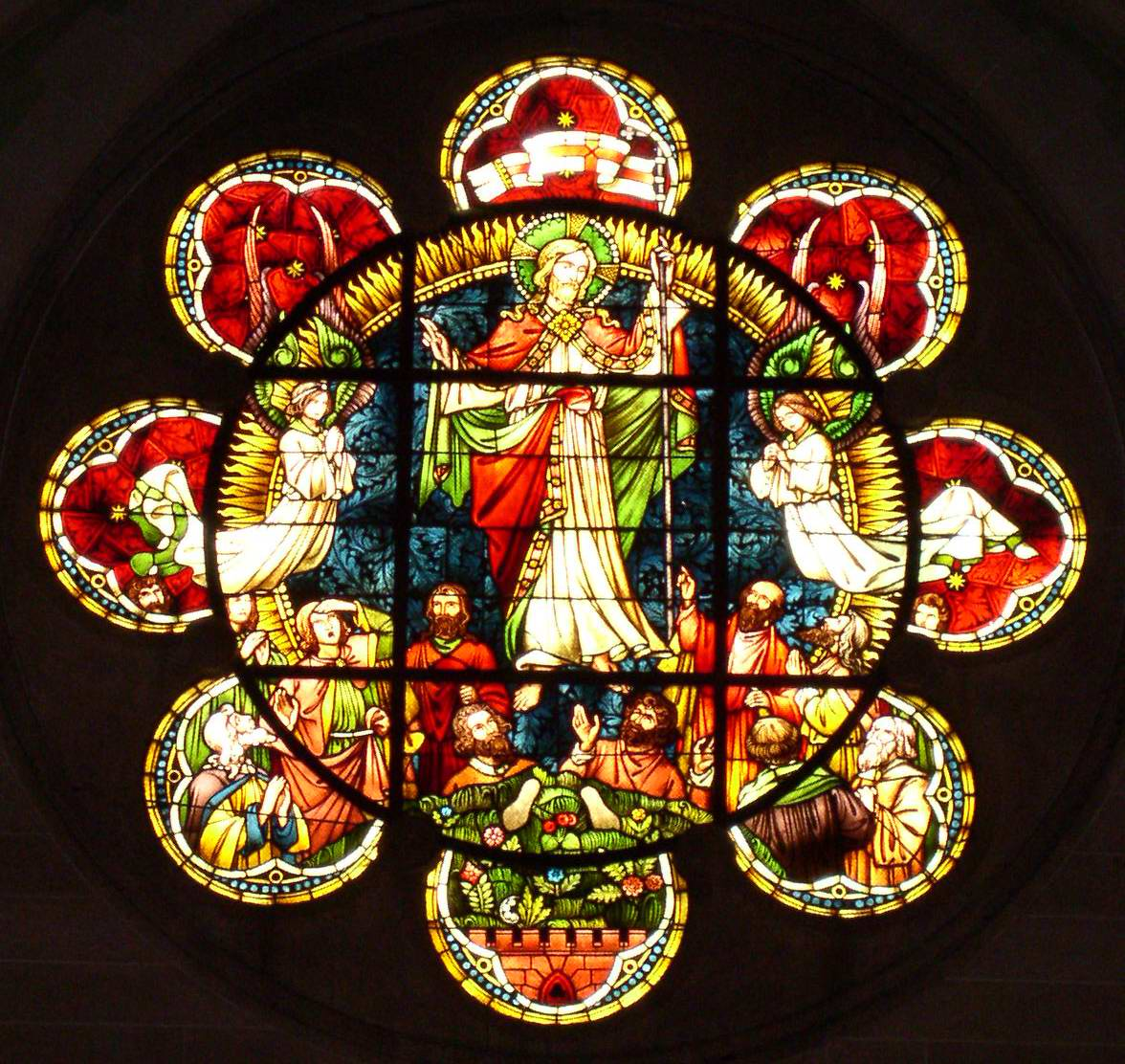
독일 드레스덴, 힘멜스파흐르스키르체 성단소 창.
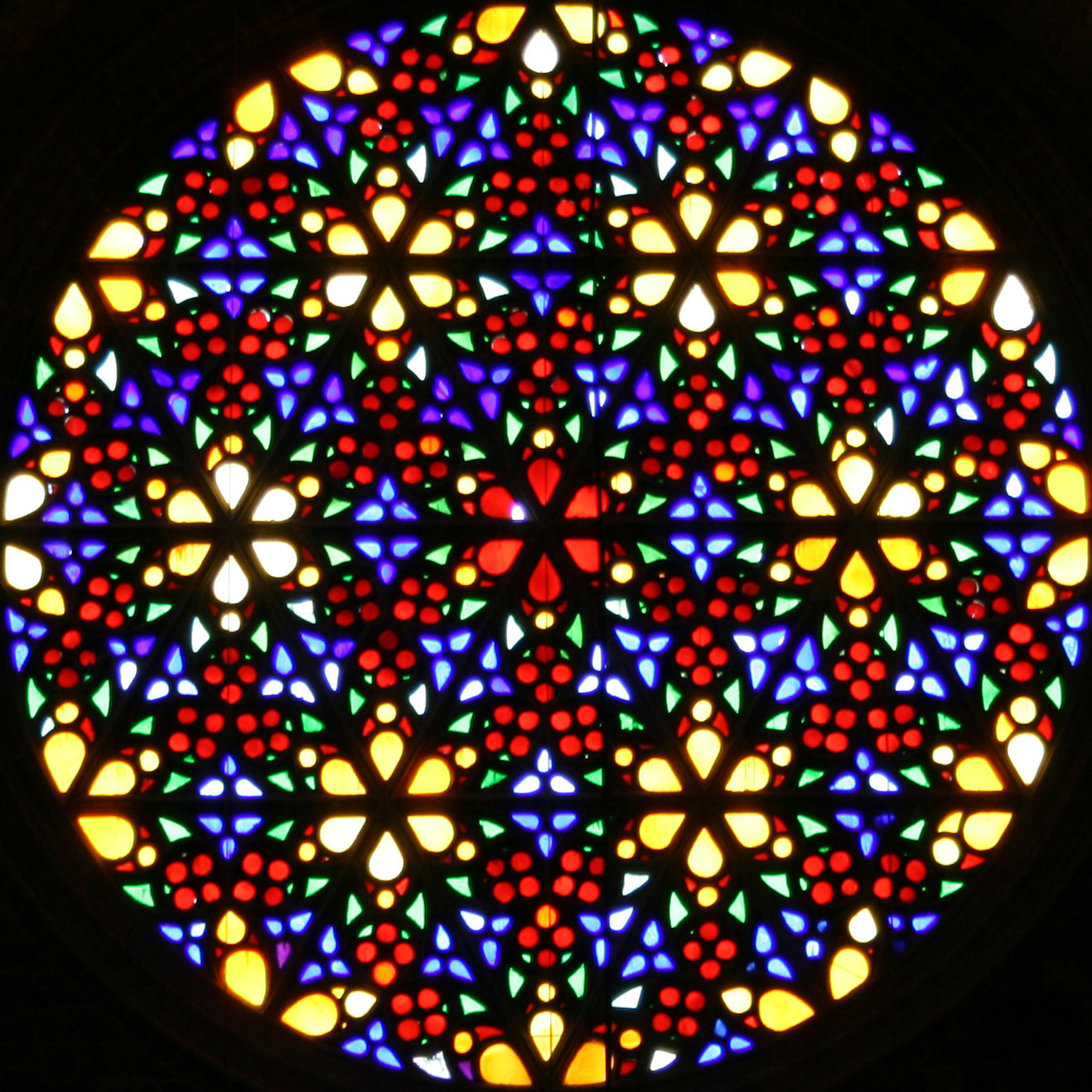
마요르카 팔마, 레반트 양식의 기하학적 무늬와 꽃들.
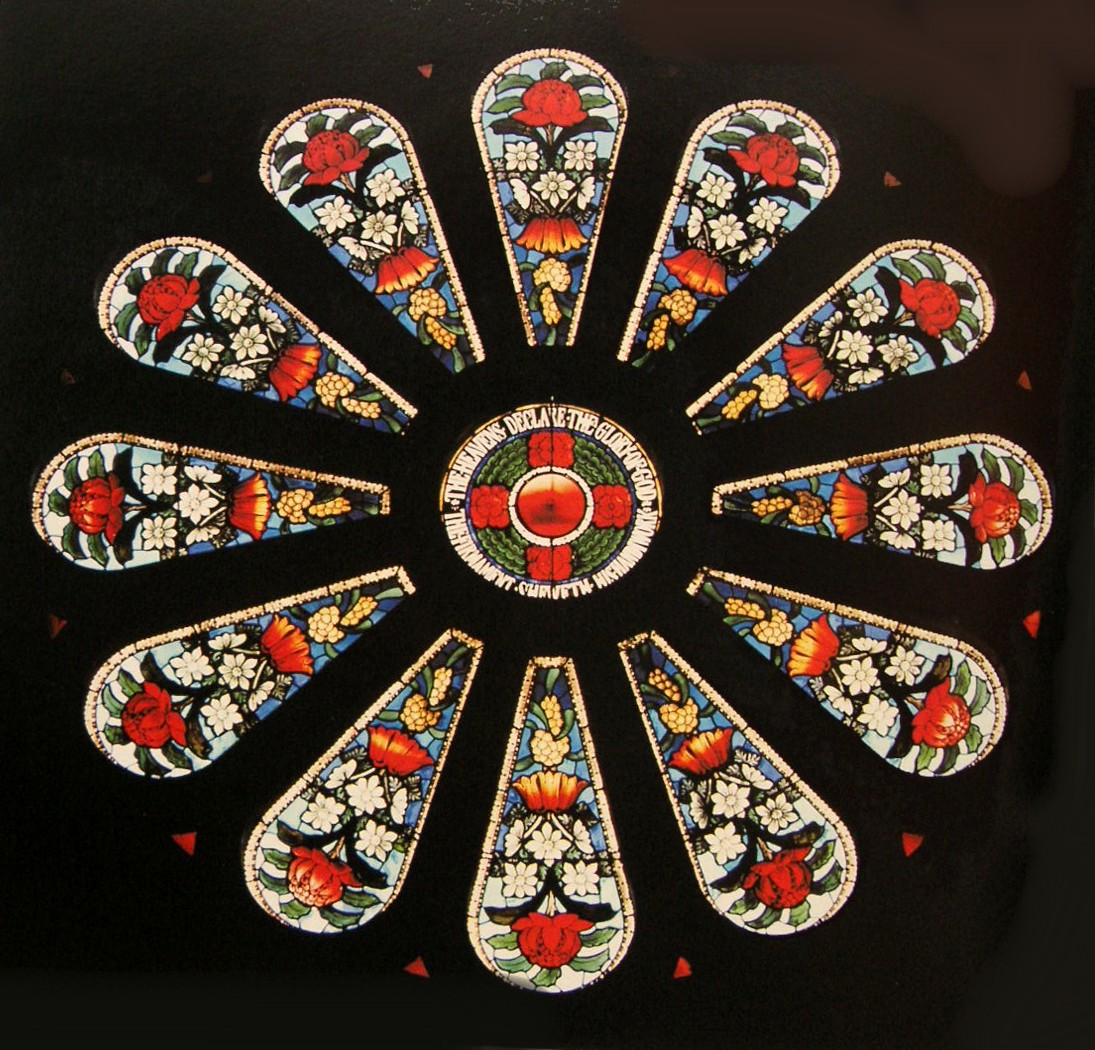
오스트레일리아 시드니, 성 베데의 드럼모인, 와라타 창. 알프레드 헨델 작.

## 같이 보기
- 만다라
- 만화경
- 스테인드글라스

## 참고
- Henry Adams, Mont-Saint-Michel and Chartres, Paul Hamlyn, ISBN 0-7296-0204-0 {{isbn}}의 변수 오류: 유효하지 않은 ISBN.
- Sarah Brown, Stained Glass- an Illustrated History, Bracken Books, ISBN 1-85891-157-5
- Painton Cowen, The Rose Window, London and New York, 2005 (offers the most complete overview of the evolution and meaning of the form, accompanied by hundreds of colour illustrations.)
- Robert Eberhard, Church Stained Glass Windows, [깨진 링크(과거 내용 찾기)]
- Giovanni Fanelli, Brunelleschi, 1980, Becocci editore Firenze. ISBN unknown
- Sir Banister Fletcher, A History of Architecture on the Comparative Method, first published 1896, current edition 2001, Elsevier Science & Technology ISBN 0-7506-2267-9
- Helen Gardner, Art through the Ages, 5th edition, Harcourt, Brace and World, ISBN 07679933
- John Harvey, English Cathedrals, 1963, Batsford, ISBN
- Lawrence Lee, George Seddon, Francis Stephens, Stained Glass, Spring Books, ISBN 0-600-56281-6
- Elizabeth Morris, Stained and Decorative Glass, Doubleday, ISBN 0-86824-324-8
- Anne Mueller von der Haegen, Ruth Strasser, Art and Architecture of Tuscany, 2000, Konemann, ISBN 3-8290-2652-8
- Nikolaus Pevsner, An Outline of European Architecture, Pelican, 1964, ISBN unknown
- Joseph Rykwert, Leonis Baptiste Alberti, Architectural Design, Vol 49 No 5–6, Holland St, London
- Otto von Simson (1956), The Gothic cathedral, Origins of Gothic architecture and the Medieval Concept of Order, 3rd ed. 1988, Princeton University Press, USA.
- John Summerson, Architecture in Britain 1530-1830, 1977 ed., Pelican, ISBN 0-14-056003-3
- Wim Swaan, The Gothic Cathedral, Omega, ISBN 0-907853-48-X